# Gran Concepción
El Gran Concepción es una conurbación o una «gran área urbana» ubicada en la zona centro sur de Chile, compuesta por diez comunas: Concepción, Coronel, Chiguayante, Hualpén, Hualqui, Lota, Penco, San Pedro de la Paz, Talcahuano y Tomé, todas ellas de la provincia de Concepción (región del Biobío).
El concepto, cuyo nombre se debe a la ciudad de Concepción, capital provincial y sede del Gobierno Regional del Biobío alrededor de la cual se sitúan las demás comunas, es utilizado por organismos gubernamentales, medios de comunicación y población en general, estando regulado por un Plano Regulador Metropolitano de Concepción (PRMC), cuya última versión fue de 2002.
Cuenta con los puertos de Coronel, Lirquén, Talcahuano y San Vicente, el Aeropuerto Internacional Carriel Sur y cuatro accesos hacia la ruta 5 Panamericana. El núcleo de esta conurbación es la ciudad de Concepción, denominada usualmente «Concepción centro».

## Historia

### Concepción prehispánico
La zona contigua al río Biobío, tanto por el norte como por el sur, estaba habitado por nativos lafquenches, principalmente en la costa, y mapuches, en el llamado Valle de la Mocha. Los nativos del sector de Talcahuano eran dirigidos por el cacique Talcahueñu, cuyo nombre significa "Cielo Tronador" o "Trueno en el Cielo", a quien Alonso de Ercilla describe como un gran guerrero y estratega. Talcahueñu, hábito en la Península de Tumbes.

### Conquista y fundación

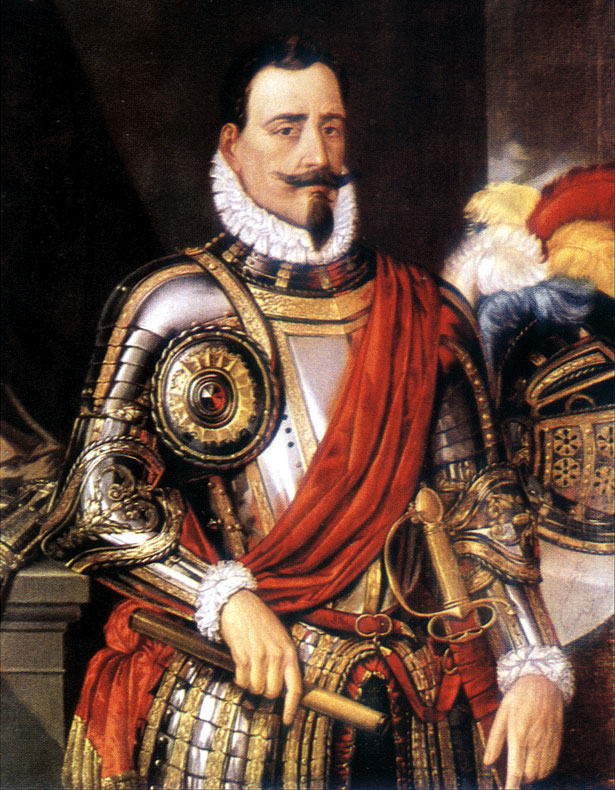
Pedro de Valdivia, conquistador de Chile y fundador de Concepción.

Cuando Pedro de Valdivia llegó a Chile la mayoría del sur del país era totalmente desconocido. Fue por ello que en 1544 encomendó a Juan Bautista Pastene la exploración del sur del país. Comandando la embarcación "San Pedro", inició la tarea encomendada por Valdivia. Ese mismo año, Juan Bautista tomó posesión de las costas y la bahía de Concepción en nombre del rey español, territorios conocidos en ese entonces como "provincia de Arauco". Lo hizo desde el mismo barco donde navegaba, ya que en el momento de la toma de posesión había un fuerte temporal.
Años después, y deseoso de fundar una ciudad en el sur, Pedro de Valdivia, considerado como el conquistador de Chile, inició en 1546 su primera exploración hacia el sur, partiendo desde Santiago con cerca de 70 hombres. Logró llegar hasta las orillas del río Biobío, pero fue fuertemente rechazado por los indígenas. Tras esto se replegó y volvió a Santiago. Cuatro años después, entre el 2 y el 3 de enero de 1550 parte nuevamente, con poco más de doscientos hombres. El teniente general de esta marcha era Jerónimo de Alderete y el maestre de campo era Pedro de Villagra.
Siguió el mismo camino que había recorrido en 1546, y, viendo que los habitantes de la zona no le permitirían avanzar, Valdivia decidió dirigirse a la Bahía de Concepción. En Santiago había dejado orden que les enviaran refuerzos, vía marítima, a ese lugar. La marcha continuó, llegando al valle de Andalién, donde se establecieron por dos días. Durante la noche del 22 de febrero los araucanos asaltaron el campamento. Según Valdivia, fueron cerca de 20 000 los indígenas que los atacaron. Este evento es el conocido como la batalla de Andalién.
Los españoles, con sus avanzadas armas, salieron victoriosos. En los días siguientes no hubo más ataques, lo que les permitió a los expedicionistas recuperarse. Encontrando en Penco un refugio seguro, se replegó, esperando en ese lugar refuerzos; esta batalla es normalmente referenciada como el inicio de la Guerra de Arauco en Concepción. Apenas llegados a Penco, y con el fin de evitar cualquier "sorpresa", Valdivia decidió la construcción de un fuerte. Para tal efecto cortaron árboles de los bosques vecinos, y en 20 días se finalizó la construcción.

### Fundación de Concepción

Escudo de armas de Concepción.

Protegidos por el fuerte, Valdivia decidió la fundación de la ciudad que tanto anhelaba. De hecho, el 3 de marzo de 1550 el conquistador empezó a repartir solares y a construir casas provisionales. La proximidad del invierno retardó la fundación de Concepción, por lo que Valdivia decidió que a la llegada de la primavera se concretaría tal evento. Entre tanto, el 12 de marzo, se presentaron los araucanos, repuestos de su derrota. Valdivia envió entonces a Jerónimo de Alderete con cincuenta jinetes más para que embistiesen al escuadrón, que se dirigía directamente a la entrada al fuerte. Cargando con toda la caballería, Alderete hizo que los indígenas resultaran rápidamente dispersados, y así de esta manera concluyó el ataque. Ya cerca del 20 de marzo fondeaban en el puerto del fuerte dos embarcaciones comandadas por Juan Bautista Pastene que venían desde Valparaíso con provisiones y refuerzos. El invierno de 1550 fue relativamente tranquilo. Las correrías de Bautista y Alderete por mar y tierra, respectivamente, permitían la llegada de alimento al fuerte.
Ya llegada la primavera, Valdivia determinó la concreción de la fundación el domingo 5 de octubre de 1550. Así se hizo ese día, bautizando a la nueva ciudad como "La Concepción de María Purísima del Nuevo Extremo". Delineó la plaza de armas, y repartió terrenos y solares al hospital, la iglesia, el ayuntamiento, las cárceles y a los habitantes de la naciente ciudad.
- Wikisource en español contiene el texto de la Real cédula que otorgó escudo de armas a Concepción

### Concepción colonial
Dos años después de su fundación, en 1552 Carlos I de España reconoce, por medio de una real cédula, a la nueva ciudad, y le otorga un escudo de armas, que es usado aún en la actualidad, con unas modificaciones posteriores.
Durante parte del siglo XVI, entre los años 1565 y 1575, Concepción fue el asiento de la Real Audiencia, la más importante institución de gobierno colonial español, y por tanto, capital del Reino de Chile. El 8 de febrero de 1570 la naciente ciudad se enfrente a su primer y destructivo terremoto seguido de un poderoso tsunami que destruyeron gran parte de la ciudad, inmediatamente reconstruida.
Tras la Rebelión Mapuche de 1598, y que sólo en 1600 pudo ser calmada, los españoles tuvieron que abandonar las tierras al sur del Biobío, de esta manera las calmas aguas del Río Biobío se transformaron en la ficticia Frontera.
El gobernador de la Capitanía de Chile Alonso de Ribera acudió a las bahías de San Vicente y Concepción para facilitar la navegación en abril de 1601, esto al percatarse de las potencialidades del lugar. El único testimonio de la época hispánica es el monumento nacional Fuerte la Planchada, construido en 1667. Esto debido a los fuertes terremotos que sacudieron a la ciudad destruyéndola completamente los años 1657 y 1687 y el tsunami de 1730, dicho año, un terremoto con epicentro en Valparaíso no causó graves daños en Concepción, sin embargo el poderoso tsunami destruyó todo el litoral de la ciudad.
En materia de educación y la primera fuera de Santiago, entre 1724 y 1767 funcionó la llamada Universidad Pencopolitana cuyos dueños eran los jesuitas.
Aun así, sus construcciones de adobe y piedra y poco conocimiento de los sismos lograron que el terremoto y maremoto del 25 de mayo de 1751, la ciudad quedara completamente destruida, por lo que el entonces gobernador de la Capitanía General de Chile Domingo Ortiz de Rozas ordenó su traslado a su ubicación actual, en el denominado Valle de la Mocha, junto al río Biobío, conocida como La Frontera entre el territorio español y el territorio mapuche, y a los pies del Cerro Caracol. Por su parte el 5 de noviembre de 1764 por disposición del gobernador Antonio de Guill y Gonzaga declaró a Talcahuano puerto de Registro, Surgidero y Armadero de Naves.

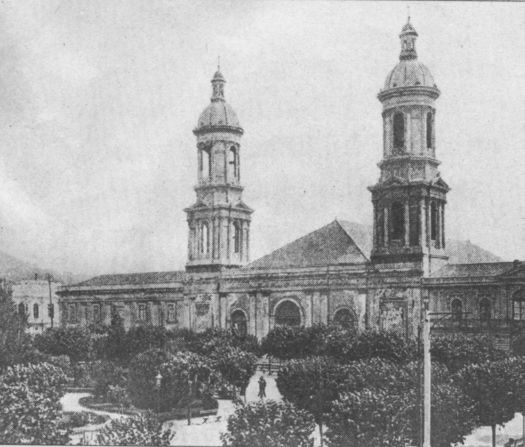
Antigua Catedral de Concepción.

En 1763, el obispo Juan de Nicolalde traslada la entonces diócesis de la Santísima Concepción desde la destruida ciudad de Penco a la recién fundada ciudad de Concepción, para esto construyó una catedral digna para una pujante ciudad, una estructura compuesta por una gran nave central y 2 torres de unos 22 metros de altura, ubicada frente a la Plaza de Armas de la ciudad.

### Independencia de Chile
El 1 de enero de 1818 en la Plaza de Armas, Bernardo O'Higgins realizó una declaración solemne de la independencia chilena. Esta declaración fue jurada por O'Higgins ante su ejército en la que se señalaba, entre otras cosas, que Chile era un país libre y soberano, y no una provincia insurgente. Desde ese momento, la Plaza de Armas de Concepción pasó a llamarse Plaza de la Independencia, y gozó de gran relevancia histórica-social a nivel nacional. También durante esta etapa, el puerto de Talcahuano fue testigo de diversas acciones bélicas y la Guerra a Muerte, destacando la captura de la fragata española María Isabel, que fue la primera acción de guerra de la Armada de Chile.

### Concepción en elsigloXIX
El 20 de febrero de 1835, la ciudad vuelve a ser sacudida por un fuerte terremoto que logra dejar a la ciudad en ruinas, según documentos de la época no quedó nada en pie, solo logró soportar el sismo la "Catedral", aunque con graves daños, pero que no afectaban su sostenimiento; la ciudad no tardó en ser reconstruida. Entre las nuevas edificaciones se encuentra la inauguración del Cementerio General de Concepción en 1844.
Por su parte el 23 de noviembre de 1837, en el marco de la guerra contra la Confederación Perú-Boliviana, ocurre el Ataque a Talcahuano, sin mayores problemas en la ciudad.
Si bien tras el terremoto de 1751 el antiguo Penco fue deshabitado, más tarde fue rehabitado y en 1842 se le concedió título de villa, perteneciendo al municipio de Concepción hasta 1898, año en que se declara ciudad.
En la década de 1850 las ciudades de Coronel y Lota comenzaron su crecimiento gracias a la explotación en las minas de Carbón.
En tanto eso ocurría, el 25 de junio de 1851, el nortino Manuel Montt gana las elecciones presidenciales, su contrincante José María de la Cruz acusó de fraude en las elecciones, y sus seguidores iniciaron la revolución de 1851. La insurrección comenzó en Concepción la noche del 13 de septiembre de 1851, 5 días antes que asumiera Montt, tomando por asalto la intendencia e incautando más de 200 000 pesos en oro, usados para armar al ejército golpista. De la Cruz reunió un ejército de cerca de 4000 hombres, pero fue derrotado por Manuel Bulnes en la Batalla de Loncomilla, el 8 de diciembre de 1851. Se podría decir que luego de la derrota, Concepción perdió por un tiempo la preponderancia que poseía en el gobierno, pero luego de la gira que el presidente Montt hizo a esta ciudad, se ganó la confianza de sus antiguos opositores, que se volvieron sus partidarios. El auge económico y la demanda de trigo producto de los descubrimientos de plata en Chañarcillo y oro en California hicieron que la ciudad ganara importancia y se ubicara entre las 3 más grandes e importantes de Chile.
Tras la batalla de Loncomilla, la ciudad comenzó a vivir un proceso de remodelación para embellecerla. Se hicieron mejoras y nuevas construcciones en el centro de la ciudad, este proceso culminó en abril de 1856 cuando se reinauguró la plaza.
El crecimiento económico de la ciudad se comenzó a notar a partir de la década siguiente, cuando comenzaron a crearse los primeros organismos penquistas, tales como la Casona Carbonífera de Lota en 1864, la famosa fábrica de textiles Bellavista Oveja Tomé en 1865, el Club Concepción en 1867, el Banco de Concepción en 1871, la Sociedad Agrícola del Sur en 1881, el periódico El Sur en 1882, el Cuerpo de Bomberos de Concepción en 1883, la inauguración de la primera línea de tranvías de la ciudad en 1886, la Central hidroeléctrica de Chivilingo en 1897, la prestigiosa Universidad de Concepción en 1919 y el Club Hípico de Concepción en 1920.

### SigloXX

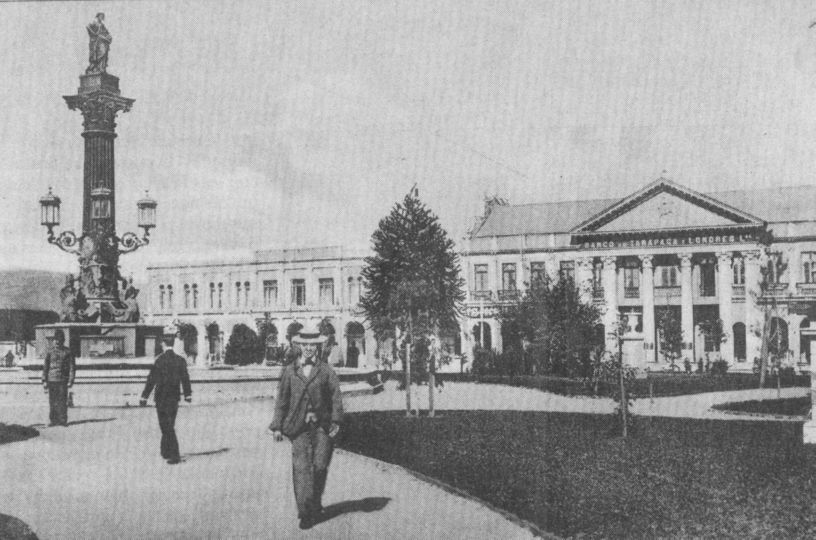
La Plaza de la Independencia alrededor de 1910.

La década de 1930 dos desastres naturales marcarían la ciudad, el primero ocurrido la madrugada del 27 de mayo de 1934, día en el cual un tornado arrasa con parte del centro histórico de la ciudad.
Menos de 5 años después, el 24 de enero de 1939 un nuevo terremoto con epicentro en Chillán, alcanzó la magnitud de 8,3 grados en la escala de magnitud del momento logró destruir casi toda las edificaciones de la ciudad, alrededor de un 95% de las casas, fueron seriamente dañadas.

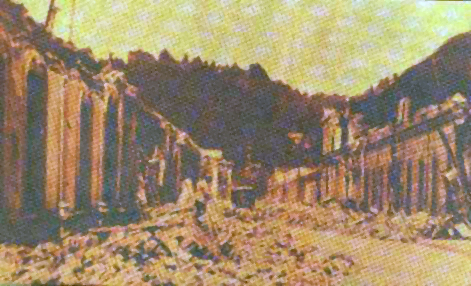
Calle Barros Arana de Concepción después del Terremoto de 1939.

En el teatro Concepción había una función cuando se produjo el terremoto. La gran lámpara que estaba suspendida en el techo del teatro empezó a balancearse y la gente, despavorida, escapaba, cuando la escalera de caracol que se encontraba en el teatro se agrietó, causando que muchas personas cayeran al vacío. En la intersección de las avenidas O'Higgins con Aníbal Pinto se acumularon los cadáveres, que eran luego llevados al cementerio y enterrados en grandes franjas de tierra de hasta una cuadra de tamaño. La energía eléctrica se vio cortada en toda la ciudad y se reportaron decenas de incendios en varios puntos de la misma. El suministro de agua potable también se vio seriamente afectado. Los daños materiales en toda la ciudad fueron evaluados en más de tres mil millones de pesos de la época. Varias edificaciones emblemáticas de la ciudad fueron destruidas, como el Mercado Central y el edificio de Correos de Chile, pero el más emblemático fue la Catedral de Concepción, ubicada frente a la plaza de la Independencia, que quedó seriamente dañada. Sus dos torres se bamboleaban peligrosamente, por lo que tuvo que ser demolida. Otro edificio que fue afectado correspondió al primer edificio de la antigua estación Central de Concepción. En el año 1941, comienza la construcción del segundo edificio estación. También, en ese mismo año, el sistema de tranvías de Concepción deja de funcionar abruptamente el 21 de noviembre de ese año; tras esto comienzan a aparecer las primeras líneas de buses del sistema colectivo del Gran Concepción.
El 20 de mayo del mismo y tras la destrucción de la antigua Catedral, la Diócesis de Concepción se convierte en la Arquidiócesis de Concepción, la segunda más importante del país y la segunda en número de fieles; además se reconstruye la actual Catedral de la Santísima Concepción. En tema de educación, el Gran Concepción fue el polo universitario más importante fuera de Santiago durante buena parte del siglo XX, contando con la Universidad de Concepción desde 1919, y Universidad del Biobío creada en 1966.
Tras el terremoto de 1939, la ciudad comenzó a vivir una nueva arquitectura urbana con la construcción de la nueva Estación Central de Concepción, inaugurado en 1941, el Mercado Central de Concepción, inaugurado en 1942, el antiguo edificio del Hospital Regional de Concepción en 1943, el Palacio de los Tribunales de Justicia de Concepción inaugurado en 1945, el Estadio Municipal Federico Schwager en 1945, el Teatro Dante en 1946, la antigua Vega Monumental en 1948, el Estadio El Morro en 1949, la Biblioteca Municipal de Concepción en 1952, la Torre Centenario de Lota en 1952, la inauguración del famoso cine local Regina en 1960, el Edificio Tucapel en 1961, la construcción del popularmente conocido Estadio Collao inaugurado en 1962, la nueva Catedral de la Santísima Concepción inaugurada en 1964 y el Aeropuerto Internacional Carriel Sur inaugurado el 3 de enero de 1968.
Por su parte Talcahuano y Penco comenzaron a vivir importantes procesos de industrialización en este siglo. Tomé contaba con una reconocida industria textil.
El Gran Concepción se ha formado durante la última mitad del siglo XX. Anteriormente eran dos ciudades (Concepción y Talcahuano) que fueron creciendo con dinámicas distintas, de acuerdo a sus actividades productivas y a los fenómenos migratorios producidos por ellas. A fines del siglo XX y principios de la década del 2000, las conurbaciones de Penco-Lirquén y de Coronel-Lota se han ido integrando a la antes denominada "Intercomuna Concepción - Talcahuano".

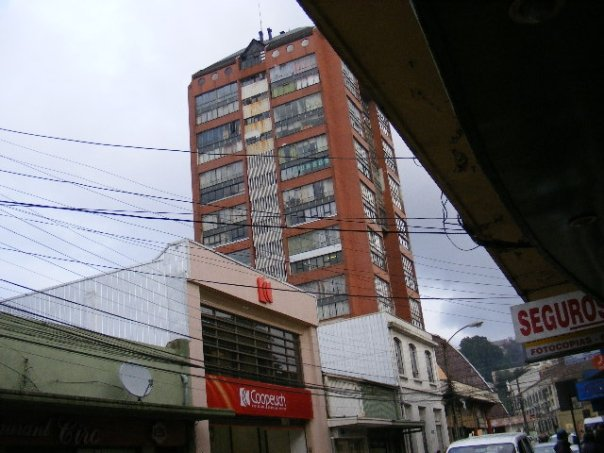
Centro del puerto de Talcahuano.

La industria ligera en la capital regional (como la CCU y el rubro del calzado), la fábrica textil Machasa en Chiguayante y la CMPC (hoy Papeles Biobío) en San Pedro de la Paz; mientras que el puerto acogió al sector pesquero y recibió industria pesada (Siderúrgica Huachipato, Refinería Petrox (ambas convertidas en la actualidad en ENAP Refinerías Biobío), Cementos Biobío, Petrodow, Inchalam, entre otras. Y Penco creció con Lozapenco, Vidrios Lirquén y el Puerto de Lirquén.
En consecuencia, desde la década de 1980, hubo un crecimiento inmobiliario en diferentes sectores de Concepción como Lorenzo Arenas, Palomares, Collao, Valle Nonguén, Lonco, Villuco y camino a Penco; Lomas Coloradas y los cerros en torno a las lagunas Chica y Grande de San Pedro de la Paz, los Huertos Familiares, Boca Sur y Candelaria en San Pedro de la Paz; Colón 9000 y Las Américas, Peñuelas, Las Higueras, Las Salinas y los cerros en Talcahuano, y Chiguayante pasa de ser un sector rural a uno eminentemente urbano.
En la misma década, la Autovía Concepción-Tomé fue ampliada al estándar actual de cuatro carriles con bandejón central en el tramo Concepción - Lirquén. Hacia fines de la década de 1990, se inaugura la Autopista del Itata, obra que mejora considerablemente la conectividad con Ñuble y la ciudad de Chillán y que relegó a la vetusta Ruta CH-148 a un segundo plano.

### El Gran Concepción

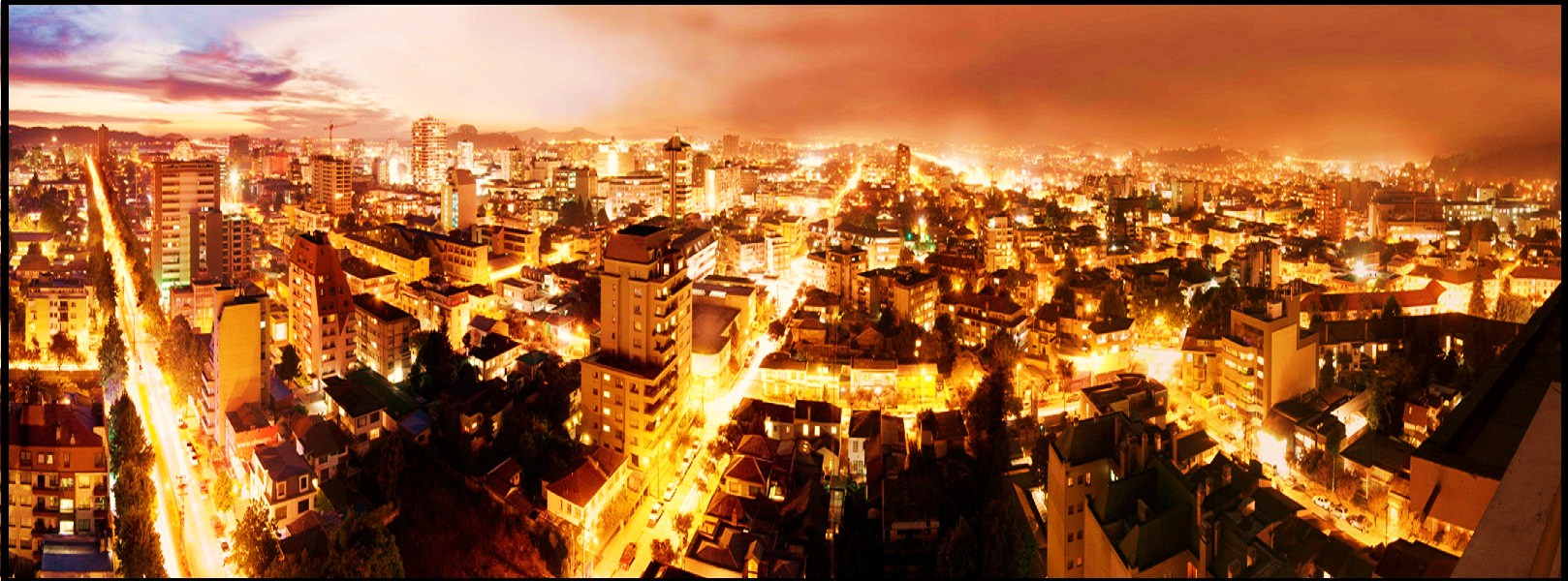
Imagen Panorámica del Gran Concepción.

En la década del 2000, Concepción comienza a vivir un fuerte desarrollo económico, que llevó de la mano un gran desarrollo urbano. El Mall Plaza del Trébol en 1995, la construcción del Puente Llacolén en 1997, el centro de eventos SurActivo en 2003, el Anfiteatro de San Pedro de la Paz en 2005, el Casino Marina del Sol, la Torre City y la Torre O'Higgins en 2008, el Estadio CAP y el Edificio Alto Río en 2009, entre otros. Por su parte la cercanía del Bicentenario de Chile también realizó obras de importancia en la ciudad gracias a la mega celebración nacional destacando el Barrio Cívico de Concepción, con la construcción de la nueva intendencia, y los edificios de las distintas secretarias regionales; el Bulevar Barros Arana; las entregas de las remodeladas avenidas Paicaví en 2005 y Arturo Prat en 2006, ambas en pleno centro de Concepción; y la renovación de la Plaza de la Independencia.

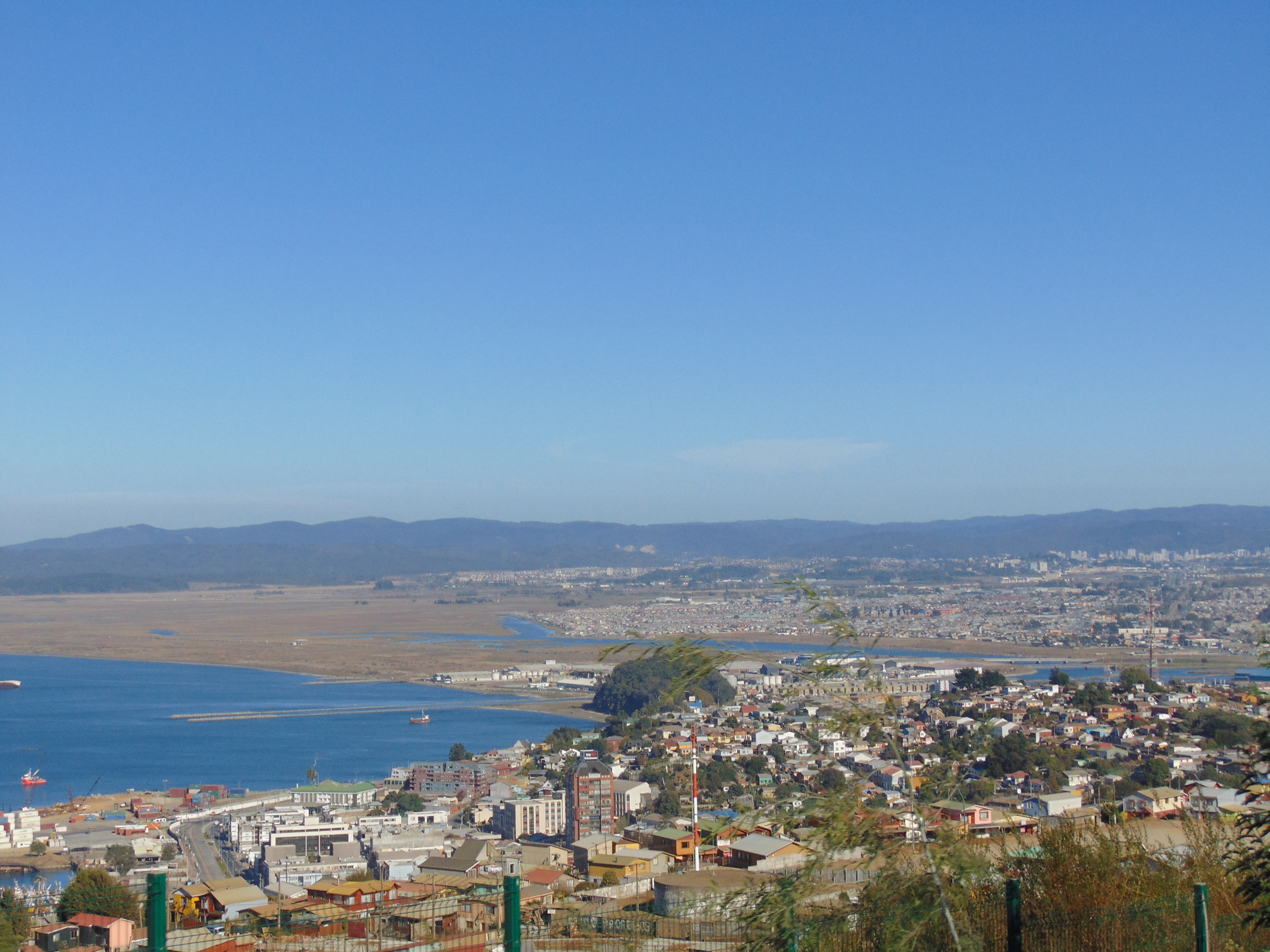
Vista del Gran Concepción (Talcahuano y Concepción).

En transportes, se implementó un plan y sistema de transporte urbano licitado llamado Biovías que comenzó a funcionar el 24 de noviembre de 2005. El sistema estaría compuesto por una gran flota de buses que conectaría a toda la ciudad, y un sistema de Ferrocarril metropolitano de 2 líneas que uniría el sur y el noroeste de la ciudad con el centro histórico.

### Terremoto de 2010

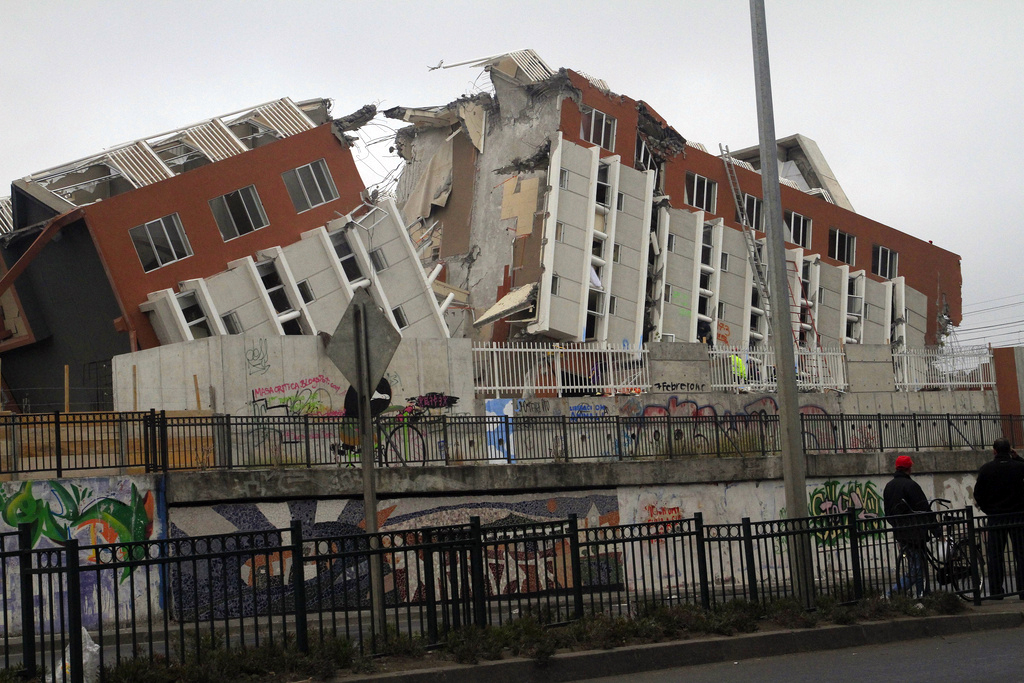
Edificio Alto Río y su colapso debido al Terremoto de 2010.

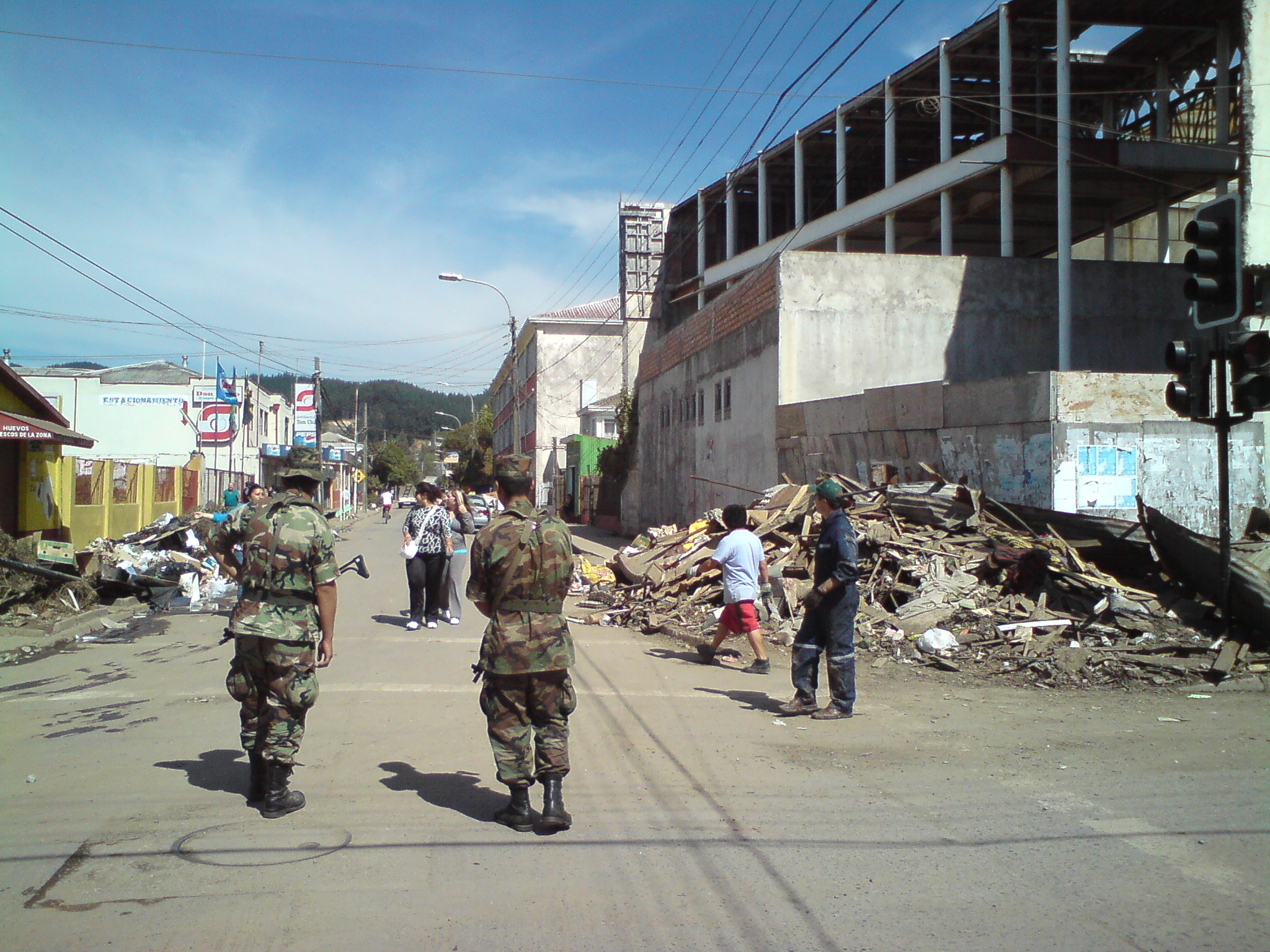
Centro de Penco, Calles Maipú con Freire. Las olas arrasaron con un semáforo de la intersección.

El sábado 27 de febrero de 2010 se produjo un gigantesco terremoto ocurrido a las 03:34:17 hora local (UTC-3), que alcanzó una magnitud de 8.8 MW según el Servicio Geológico de Estados Unidos y confirmado por el Servicio Sismológico de Chile.
Debido a su tamaño y numerosa población, fue el Gran Concepción el que concentró la mayor preocupación en la Región del Biobío. La ciudad de Concepción sufrió graves daños en las viviendas, edificios e infraestructura. Pese a que gran parte de la población estaba en sus hogares cuando comenzó el sismo, a esa hora había gran cantidad de gente en el Barrio Estación, principal centro de entretenimiento en el centro de Concepción. Carabineros debió utilizar megáfonos para poder controlar a la gente que huía de bares y restoranes. Muchas personas de Coronel, Lota, San Pedro de la Paz, Talcahuano, Penco y Tomé se trasladaron de inmediato a las zonas más altas para huir del tsunami que azotó las costas penquistas. En el puerto de Talcahuano, el impacto del mar arrastró navíos hacia el centro de la ciudad, cubriendo de agua, barro y escombros sus calles. La base naval, los astilleros de ASMAR y el Edificio Consistorial sufrieron importantes daños, al igual que la infraestructura portuaria, afectando gran número de contenedores que quedaron inundados. El monitor Huáscar, en tanto, fue arrastrado por el tsunami, cambiando su orientación habitual de norte a sur por la de oeste a este. Los daños en la base naval provocaron que cientos de materiales explosivos (como bengalas) fueran arrastrados por el tsunami hacia la bahía de Talcahuano, por lo que la Armada de Chile decidió prohibir la navegación hasta rescatar el material.
En la capital regional, junto a los derrumbes se registraron diversos incendios como el que arrasó con la Facultad de Ciencias Químicas de la Universidad de Concepción. El área metropolitana quedó incomunicada producto de la destrucción de las principales arterias viales de acceso, especialmente de los puentes que cruzan el río Biobío que conectan el norte y centro de la ciudad con el sur, el al desprendimiento de una brecha del Puente Llacolén y a daños estructurales en el Puente Juan Pablo II, a lo que se sumó la destrucción completa del Puente Viejo. Dentro de las estructuras afectadas, destaca el desplome del edificio de departamentos "Alto Río" lo convirtió en uno de los símbolos de la catástrofe. Ubicado en la avenida Los Carrera, en el acceso al Puente Llacolén, había sido inaugurado tan solo unos meses antes del evento telúrico. El edificio de quince pisos colapsó volteándose horizontalmente, dejando ocho personas muertas y otras 78 con lesiones. Otros edificios prácticamente nuevos con graves daños o colapsos propiamente tal fueron la Torre O'Higgins y el Edificio Plaza del Río, por su parte las antiguas estructuras como el Edificio Baldi de 1920 y el Palacio Hirmas de 1925 que lograron sobrevivir los grandes terremotos de Chillán de 1939 y Valdivia de 1960 no lograron soportar el nuevo embate de la naturaleza. Prácticamente todas las edificaciones de la gran ciudad sufrieron daños.
Avanzando los días, la ausencia o la falta del funcionamiento del comercio, así como la coincidencia con el fin del mes produjo una falta de aprovisionamiento de alimentos, lo que causó saqueos a recintos tales como supermercados, ferreterías, tiendas departamentales y centros comerciales y de servicios, sumado a la total falta de orden público que afectó tanto a zonas comerciales como residenciales. La falta de servicios básicos como agua potable, alimentos, electricidad, transportes o telecomunicaciones produjo un total quiebre en la organización social, y dificultad en la difusión de información. Esto produjo que se proclamara zona de catástrofe toda la Provincia de Concepción, y se efectuara toque de queda para evitar desorden público, que duraría hasta el 28 de marzo del mismo año con una situación más normalizada.
Sin embargo el fantasma del terremoto aún está sobre la ciudad, no solo por las fuertes réplicas, entre ellas el llamado Terremoto de Chile de 2012, sino que la demolición y las estructuras abandonadas o destruidas son la constante cara de la ciudad durante los años 2010 y 2011 y parte del 2012.

### Reconstrucción
Luego del Terremoto de 2010, el Gran Concepción comenzó un proceso de reconstrucción. El sostenido crecimiento de las comunas aledañas a Concepción ha generado un incremento en el tráfico, que ha dado pie a los proyectos de dos nuevos puentes sobre el Biobío: el Puente Chacabuco y el Puente Industrial; así como también una nueva postal de la Avenida Costanera en la comuna de Talcahuano. El comercio ha continuado su proceso de centralización en grandes tiendas, con la construcción del Mall del Centro y el Mall Plaza Mirador Biobío, ambos en pleno centro de la ciudad. Además se ha continuado con la construcción del Barrio Cívico de Concepción, que alberga distintas dependencias gubernamentales. La reconstrucción de la ciudad ha traído nuevas obras arquitectónicas a toda el área metropolitana, además el centro de la ciudad ha soterrado los cables eléctricos dando un nuevo toque a la ciudad.
El terremoto ha postergado además el proyecto de soterramiento de la Línea 1 del Biotrén, entre Avenida Esmeralda y Avenida Los Carrera, en pleno centro de la ciudad, lo que involucraría la construcción de un túnel de 1055 metros de longitud a 7,5 metros bajo el nivel de la calle. Además, el año 2016, se inaugura la extensión de la Línea 2 del Biotrén desde la Estación Lomas Coloradas en la comuna de San Pedro de la Paz hasta la estación Coronel en la comuna homónima, conectándola así con el centro de Concepción en tan sólo 42 minutos.
Por otra parte, la reconstrucción logró atraer nuevamente el turismo, con la reinauguración de las plazas de armas de Lota en 2011 y la plaza 21 de mayo y de su famosa torre del reloj en 2012 y la inauguración del Centro Cultural Móvil Patrimonio Colectivo en 2013, por otra parte se inició el famoso y multitudinario festival Viva Dichato desde 2012 para atraer personas en la devastada zona.
El centro perimetral del Gran Concepción ha atraído la construcción de nuevos edificios modernos, de uso para vivienda y oficina; muchos de ellos dando una nueva cara a la ciudad y demostrando la consolidación que tuvo Concepción y que el terremoto no pudo parar. Entre estos nuevos edificios destaca al torre Independencia, de 23 pisos, del conjunto Futuro Center a un costado del barrio cívico de la ciudad.

## Gentilicio
El gentilicio de Concepción es «penquista». Asimismo, se alude a la antigua Universidad Pencopolitana, que la Compañía de Jesús mantuvo en la ciudad de Concepción entre 1724 y 1767. Su uso se ha retomado a partir del truncado proyecto del "Teatro Pencopolitano", que contemplaba dotar al Gran Concepción con un centro cultural de primer nivel.
Luego fue adoptado por el Programa de Desarrollo Territorial (PDT) del Gobierno Regional del Biobío, para definir el "Territorio de Planificación Pencopolitano" que abarcaba las comunas de Concepción, Chiguayante, San Pedro de la Paz, Talcahuano, Hualpén, Penco y posteriormente Tomé, segregándose luego Penco. El año 2004, Penco regresa al Territorio de Planificación Pencopolitano.
Un término derivado de pencopolitano ha sido Pencópolis, que a veces es utilizada como sinónimo de Gran Concepción o en un sentido más amplio de la provincia de Concepción.
Otro término usado comúnmente en publicaciones periódicas para referirse al Gran Concepción es el de "Intercomuna" y el adjetivo "intercomunal", ambos derivados del antiguo término Intercomuna Concepción - Talcahuano, utilizado ampliamente a fines del siglo XX, y que todavía es utilizado aunque de manera mínima.

## Geografía

### Geografía y relieve
La urbe se enmarca dentro de un entorno típicamente de bosque del sur de Chile. Fitogeográficamente, se encuentra en un paisaje propio de cerros, cuencas fluviomarinas, con bosques esclerófilos secundarios y bosques caducifolios presentes en la Reserva Nacional Nonguén.
Hace cientos de millones de años, el actual territorio de la ciudad estaba cubierto por el océano y sedimento marino, siendo la única masa terrestre cercana la ya existente Cordillera Costera. La morfología de la región comenzaría a tomar su aspecto actual desde fines del Paleozoico, cuando comienza la subducción de la Placa de Nazca bajo la Placa Sudamericana, lo que explica la gran cantidad de terremotos que azotan constantemente la zona y la ciudad, perteneciente en ese entonces al continente de Gondwana. Esta subducción generaría el plegamiento de la corteza terrestre a partir del Triásico, levantando las rocas que darían origen al litoral en el cual se encuentra la gran parte de la ciudad.
En la actualidad, la ciudad se encuentra entre las planicies litorales y la depresión intermedia chilenas, a los pies de la Cordillera de la Costa. Esto hace que la ciudad tenga, de por sí, una geomorfología irregular, con muchos hitos geográficos, como colinas y depresiones. Los cerros más conocidos e importantes son el Caracol, que, ubicado al lado del parque Ecuador, es el más alto de la ciudad, con 265 m s. n. m., seguido por el Manzano de 183 m s. n. m., el Chepe de 85 mssm, y el Cerro Lo Galindo de 83 m s. n. m. El Gran Concepción se ubica principalmente en el Valle de la Mocha y las costas frente a la Bahía de San Vicente y la Bahía de Concepción.
Por su parte la ciudad tiene un promedio de 33 m s. n. m., estando la Plaza de la Independencia a 19 m s. n. m., las zonas más bajas se presentan en Talcahuano, Penco, Coronel, Lota y Tomé donde llegan a estar a tan sólo 1 m s. n. m., por su parte el sector de Andalué y Santa Sabina están a más altitud, a 188 m s. n. m. y 143 m s. n. m., respectivamente.
Cabe también mencionar la alta existencia de lagunas en toda la ciudad como la Laguna Las Tres Pascualas, la Laguna Lo Méndez, la Laguna Redonda en el centro de la ciudad, las lagunas Grande y Chica hacia el sur, del otro lado del Biobío.

### Hidrografía
La ciudad del Gran Concepción está enclavada en la cuenca hidrográfica del río Biobío, el que es sin duda el símbolo más reconocible a nivel mundial de la ciudad, este río cruza la ciudad de este a oeste dividiendo a la ciudad entre el sector norte y centro, con el sector sur. El cauce principal nace en la cordillera al sureste de Concepción, en la comuna de Lonquimay, Región de la Araucanía, nace en la Laguna Galletué, en el denominado sector cerca del límite con Argentina. En él se vierten las aguas de los ríos Laja y Malleco entre otros; siendo además el río más ancho de Chile, con un kilómetro promedio, aumentando su anchura a más de dos kilómetros cuando atraviesa la ciudad. Es debido a esto que recién la construcción del primer puente se realizó apenas en 1889, seguido del Puente Viejo en 1942, destruido por el terremoto de 2010; otros puentes que cruzan la ciudad son el Puente Juan Pablo II (1973), el Puente Llacolén (1997) y el Puente Bicentenario (2011).
Otro río de consideración es el río Andalién que cruza por el norte de la ciudad entre las comunas de Concepción y Penco, desembocando en Talcahuano en el valle de Andalién a la bahía de Concepción.

### Clima

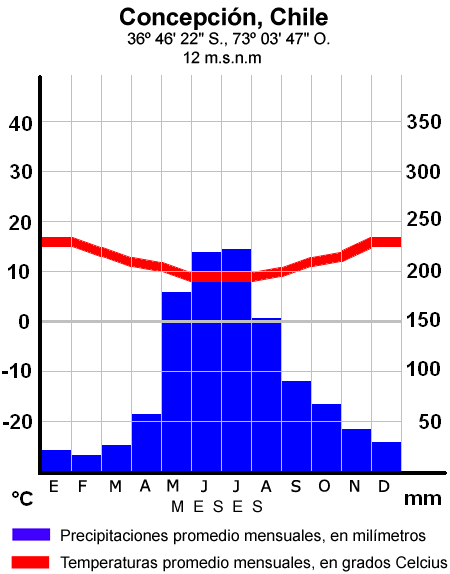
Climograma de Concepción.

A grandes rasgos, el clima de Concepción es templado marítimo con influencia mediterránea. Su temperatura media anual es de 9,1 °C, y la máxima anual llega comúnmente circundando a los 20 °C. La promedio en verano es de 17 °C, mientras que en invierno se llega a una media de 8 °C. Considerando la latitud de la ciudad, las oscilaciones térmicas de esta son moderadas. Esto se debe a la cercanía de Concepción con el Océano Pacífico. A pesar de esto, algunos fenómenos pueden provocar extremas o climas diferentes a lo correspondiente en la zona; la temperatura mínima registrada en la ciudad es de -6,4 °C el año 2007, por su parte la temperatura máxima registrada fue de 36,8 °C durante el verano de 1998.
Las precipitaciones en la ciudad se presentan, en su mayoría, por medio de agua lluvia. El resto corresponde a granizo. El período entre mayo y agosto corresponde al de mayor nivel de agua caída. Durante el año caen 1110 milímetros promedio. Esto hace que la humedad relativa promedio de Concepción llegue a un 66,5%.

## Política y gobierno

### Administración
Según la organización territorial de Chile, el país está dividido en tres niveles: en primer lugar las regiones, seguido por las provincia y por último las comunas. Contrario a los casos del Gran Santiago y el Gran Valparaíso, el área metropolitana del Gran Concepción se ajusta prácticamente al territorio íntegro de la Provincia de Concepción, estando conformada por 10 de las 12 comunas de la provincia, quedando fuera únicamente Florida y Santa Juana. La Región del Biobío y la Provincia de Concepción fueron creadas a través de la nueva organización territorial el año 1976.
En general, dos tipos de órganos son las que intervienen en la administración de la ciudad. Por un lado, están las diez municipalidades, encargadas de la administración local de cada comuna, y dirigidas por un alcalde y asesorado por un concejo, electos por votación popular; mientras que, por otro lado, el de la Delegación Provincial de Concepción dirigida por el delegado provincial, que maneja la situación de toda la provincia, valga la redundancia, incluidas las comunas no anexionadas a la ciudad del Gran Concepción.

### Estructura local
Hasta la década de 1980, toda referencia al Gran Concepción se orientaba a las comunas de Concepción y Talcahuano. En la década siguiente y comienzos de la subsiguiente, con la creación de las comunas de San Pedro de la Paz y Chiguayante en 1996 y Hualpén el 2004, el Gran Concepción comprendía cinco comunas. Debido a la urbanización de Concepción hacia el norte, su cercanía geográfica y su carácter de precursora de la actual ciudad de Concepción, se considera generalmente que la comuna de Penco también forma parte del denominado "Gran Concepción".
Ya en la década del 2000, se comenzó a vivir un explosivo crecimiento al sur de la ciudad, en la comuna de San Pedro de la Paz, estrechándose la distancia entre la zona urbana de esta comuna con las de Coronel y Lota. Se incluye también a la comuna de Hualqui en el "Gran Concepción" debido a que forma parte del sistema de transporte de pasajeros del Gran Concepción, Biovías. La comuna de Tomé, si bien no participa del sistema Biovías, forma parte del Plan Regulador Metropolitano de Concepción.
Existe consenso en que las comunas de Florida y Santa Juana, debido a su distancia del centro de la gran ciudad, su escasa población y su alta ruralidad, no forman parte del Gran Concepción.
A través de la Ley de Comuna Autónoma que comienza a regir el 22 de diciembre de 1891 la actual urbe posee las siguientes comunas con sus fechas de creación, y sus actuales alcaldes:
| Comuna              | Fundación               | Alcalde actual                 |
| ------------------- | ----------------------- | ------------------------------ |
| Concepción          | 22 de diciembre de 1891 | Álvaro Ortiz Vera              |
| Talcahuano          | 22 de diciembre de 1891 | Henry Campos Coa               |
| Coronel             | 22 de diciembre de 1891 | Boris Chamorro Rebolledo       |
| Hualqui             | 22 de diciembre de 1891 | Ricardo Fuentes Palma          |
| Penco               | 22 de diciembre de 1891 | Víctor Hugo Figueroa Rebolledo |
| Lota                | 13 de enero de 1927     | Mauricio Velásquez Valenzuela  |
| Tomé                | 1 de julio de 1963      | Eduardo Aguilera Aguilera      |
| San Pedro de la Paz | 19 de diciembre de 1995 | Audito Retamal Lazo            |
| Chiguayante         | 28 de junio de 1996     | José Antonio Rivas Villalobos  |
| Hualpén             | 15 de marzo de 2004     | Katherine Torres Machuca       |

## Demografía

### Datos generales
Según el censo de 2017 levantado por el Instituto Nacional de Estadísticas, la población del área metropolitana de Concepción alcanzó los 971 285 habitantes, lo cual representa el 5,5% del total de la población del país.
Por su parte, con los datos recogidos en el censo de 2002 realizado por el Instituto Nacional de Estadísticas, la población del área metropolitana de Concepción alcanzó entonces los 874 351 habitantes, equivalente al 5,78 % del total nacional y al 46,97 % del total regional.
El Observatorio urbano dependiente del MINVU (Ministerio de Vivienda y Urbanismo) valoró la cifra del año 2002, en 848 023 habitantes, sin embargo, esta ella no incluye a la comuna de Hualqui.
Lo anterior refleja el crecimiento de la población en la ciudad durante las últimas décadas del siglo XX: en el 1962 había 222 872 habitantes, 308 987 en 1970, 482 850 en 1982 y 612 071 en 1992. Por su parte, según los resultados preliminares del censo chileno de 2012 se estima que la población del Gran Concepción alcanzaría los 945 521 habitantes en 2012 incluyendo a Hualqui. Si la población de esta comuna no se incluyera, la población metropolitana estimada sería de 922 491.
El crecimiento demográfico de Concepción se debe principalmente a la conexión física, o conurbación, de las comunas de Coronel, Hualqui, Lota y Tomé durante los censos de 1992 y 2002 al "Concepción Metropolitano", todas las cuales han pasado a formar una unidad funcional y urbana.
A diferencia de lo que ocurre en otras ciudades del país como Santiago de Chile y Copiapó, la población de Concepción en general es predominantemente joven, esto debido a las grandes industrias, el comercio local, y a ser una ciudad universitaria, lo que ha atraído a jóvenes de otros lugares de la región y del país; tanto por trabajo, como por estudios.
Según el censo de 2002, de la población total de Chile, 672 983 personas afirmaron haber nacido en una de las comunas del Gran Concepción, lo cual equivale a un 4,46 % del total nacional.
Siempre según el censo de 2002, un 12,92 % (112 966 hab.) de la población de la ciudad afirmó pertenecer a una etnia indígena: un 12,9 % (112 791 hab) de los penquistas se considera mapuche, y un 0,02 % (175 hab.) como rapanui.

### Distribución de la población
En el censo de 2002, de los 874 351 personas que habitan la ciudad, 421 525 son hombres (48,21 %) y 452 826 son mujeres (51,79 %). La comuna con mayor población de la ciudad es Concepción con 217 322 habitantes, seguida de la comuna de Talcahuano con 163 995 habitantes, Coronel por su parte acoge a 95 482 habitantes, Hualpén (segregada de Talcahuano en 2004) tiene 85 444 habitantes, Chiguayante y San Pedro de la Paz, ambas independientes de Concepción desde 1995 tienen 81 411 y 79 714 habitantes respectivamente, Lota posee 49 387 habitantes. Por su parte, en el extremo norte de la ciudad, las comunas de Penco y Tomé tienen una población de 45 849 y 52 654 habitantes, y por último Hualqui posee 18 887 habitantes, siendo una de las comunas más alejadas del centro.
Hasta 2002 el Gran Concepción era la segunda área metropolitana más grande del país, según el Ministerio de Vivienda y Urbanismo de Chile. No obstante, el estudio realizado del MINVU no plantea la inclusión de Hualqui al área metropolitana del Gran Concepción. Los datos preliminares del censo 2012 dan por segunda ciudad con más población de Chile nuevamente al Gran Concepción, si es que se agrega a Hualqui, o al Gran Valparaíso en caso de omitir esta última comuna.

## Economía
Históricamente, tanto la región como la urbe se han caracterizado por presentar una fuerte presencia de la industria manufacturera. Esto, junto con ser un importante centro de distribución y servicios, sienta las bases de la economía penquista.
Dentro de la ciudad, los centros de operaciones y sucursales de múltiples empresas industriales se encuentran en el Parque Industrial Ejército, mientras que las empresas de servicios se caracterizan por encontrarse en el centro de la ciudad y en la periferia de los barrios más importantes de Concepción.
La región del Biobío es el segundo núcleo industrial del país. Es una de las regiones que cuentan con mayores recursos agrícolas, energéticos, industriales y la única en Chile que podría autoabastecerse a corto plazo, sin ayuda de las demás regiones.
Según la generación del empleo, las industrias más relevantes son: Alimentos, bebidas y tabaco. Industria de la madera, Industria siderúrgica de Huachipato, la cual produce el 100% del acero nacional y el exportado al mundo y la fabricación de papel. Las mayores plantas productoras de celulosa se encuentran en la región: Nacimiento, Laja, Arauco y San Pedro de la Paz.
Destacan 4 sectores productivos que concentran grandes niveles de producción y que impactan fuertemente en el empleo regional: Sector Forestal, Sector Pesquero, Sector Industrial y Sector Agropecuario.
La Región del Biobío y el Gran Concepción se han visto históricamente afectados por niveles de desocupación superiores al promedio nacional. Ello, a causa de los mencionados sectores productivos que afectan los niveles de ocupación. Especial mención merece el sector pesquero, que se ha visto muy afectado por las bajas capturas derivadas de los cambios climáticos y de las normas restrictivas que buscan evitar la pesca indiscriminada.

### Comercio

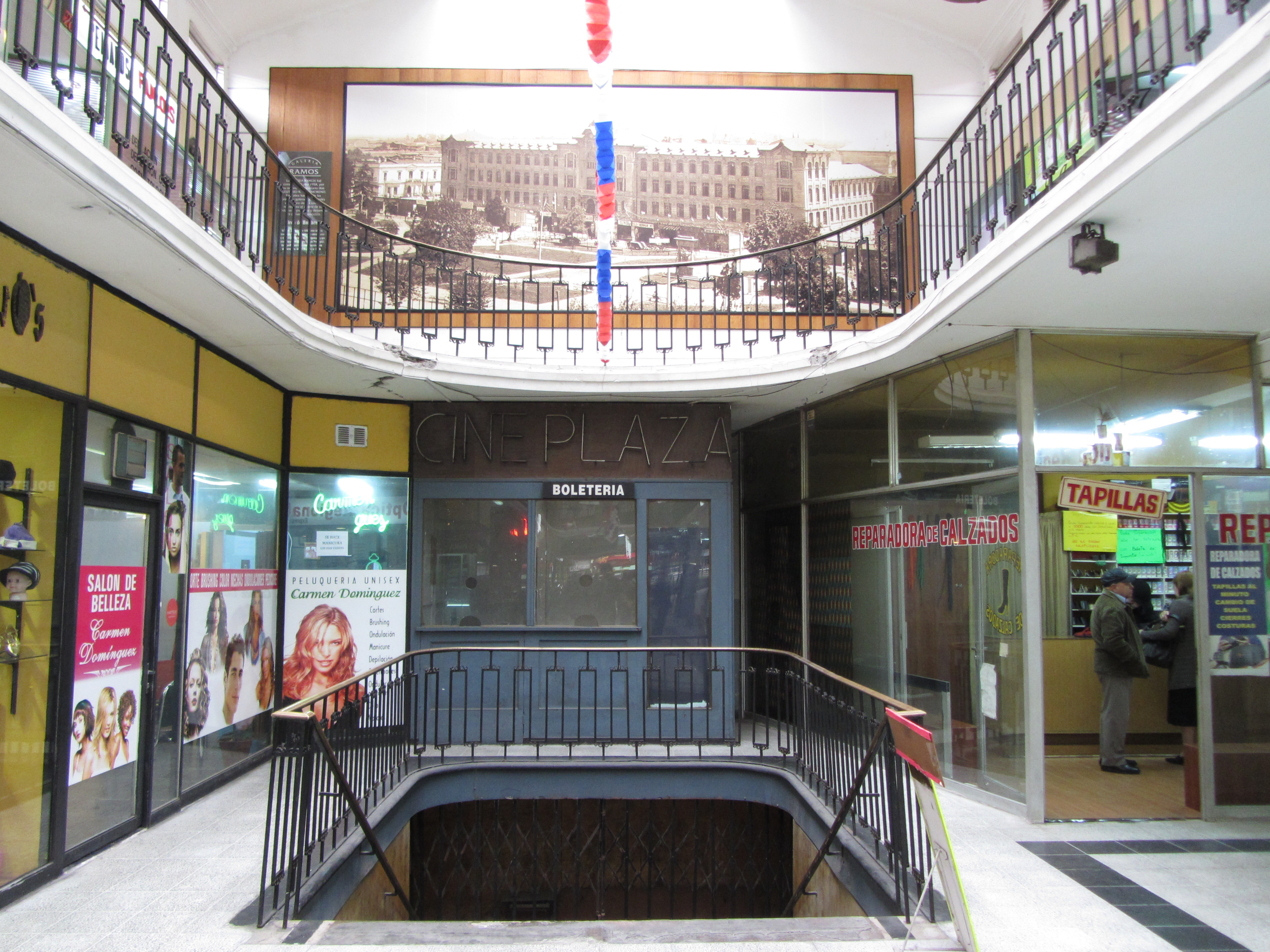
Las galerías comerciales de Concepción han albergado desde comienzos del el comercio local basado en pequeñas y medianas empresas. En la fotografía, la boletería del ex Cine Plaza ubicado en la Galería Ramos, la cual conecta con la Galería Universitaria, que tiene salida por la Plaza de la Independencia.

El polo comercial del Gran Concepción se encuentra fundamentalmente concentrado en las comunas de Concepción y Talcahuano, y muy en particular en el centro de la primera, a través de la red de galerías comerciales de Concepción que se distribuyen alrededor de la Plaza de la Independencia, el Paseo Peatonal Alonso de Ercilla y Zúñiga y en las periferias de las avenidas más importantes de la ciudad.
La calle Diego Barros Arana, que hasta 1907 se llamaba justamente «calle Comercio», es un claro ejemplo de esta concentración. Sobre su trazado, entre las calles Carlos Castellón y Aníbal Pinto, se ubica una sección del Paseo Peatonal Alonso de Ercilla y Zúñiga construido en 1981. En él está concentrada una gran cantidad de tiendas comerciales. Otro espacio público ubicado en esta calle es el Bulevar Diego Barros Arana, usando el espacio comprendido por seis cuadras desde la Avenida Arturo Prat hasta la calle Caupolicán.
En el marco de los proyectos del Bicentenario de Chile, se ha estado desarrollando otro polo comercial alrededor del Barrio Estación y el nuevo Barrio Cívico de Concepción.
Por otra parte, un importante foco comercial pencopolitano se desarrolla, en comunas como Hualpén, Talcahuano y San Pedro de la Paz, donde existen centros comerciales, como el Mall Plaza Trébol, el antiguo sector de Ferbio que cuenta con un centro comercial, centro de eventos y edificios de oficinas, y donde también se está desarrollando un renovado desarrollo comercial, y la formación de pequeños centros de servicios en diversos sectores y barrios de la intercomuna.
Otras entidades importantes en este aspecto las conforman la Vega Monumental y el Mercado Central de Concepción, lugares donde se ofrecen servicios variados y productos agrícolas y ganaderos, así como el Mercado de Talcahuano y las bentotecas y puertos artesanales de Talcahuano y San Vicente, que ofrecen productos del mar.
Finalmente están los grandes centros comerciales o malls. Desde 1995 y hasta 2012, el Mall Plaza del Trébol, perteneciente a la cadena Mall Plaza, ubicado frente a El Trébol (intersección de las autopista Jorge Alessandri con la Ruta 153 o Autopista Concepción-Talcahuano) en la comuna de Talcahuano fue la única operativa en la zona. Sin embargo, el 29 de agosto de 2012 se abrió el Mall Plaza Mirador Biobío (también de la cadena Mall Plaza) en el sector Rivera Norte del Biobío (ex sector La Pera) de la comuna de Concepción. Posteriormente, el 3 de octubre del mismo año se inaugura el Mall del Centro Concepción, el segundo de la comuna de Concepción, inicialmente perteneciente al grupo Calderón, asociado a Ripley, y actualmente del grupo Marina (Ripley, parque Arauco y París), ubicado en los antiguos terrenos del Teatro Municipal de Concepción y el cual, además de las áreas dedicadas al comercio, cuenta con una torre de oficinas de 27 pisos, el más alto edificio al sur de la capital.

## Relaciones internacionales
El Gran Concepción es sede de una serie de instituciones de relaciones internacionales, tales como la Unidad Regional de Asuntos Internacionales (URAI) del Gobierno Regional del Biobío en Concepción, encargada del análisis y gestión de las relaciones bilaterales y multilaterales de la región con América Latina y el resto del mundo, la Comisión de Relaciones Internacionales del Consejo Regional del Biobío, la oficina regional en Concepción del Servicio Nacional de Migraciones, la oficina regional en Concepción de la Dirección General de Promoción de Exportaciones (ProChile), el Departamento de Migraciones y Policía Internacional de la Policía de Investigaciones en Concepción, Coronel y Talcahuano, y las Oficinas Migrante de los siguientes municipios:
- Oficina Migrante de la Municipalidad de Talcahuano.
- Oficina Migrante de la Municipalidad de Hualpén.
- Oficina Migrante de la Municipalidad de Concepción.
- Oficina Migrante de la Municipalidad de San Pedro de la Paz.
- Oficina Migrante de la Municipalidad de Hualqui.

En materia de relaciones internacionales y educación superior, los principales actores dentro del Gran Concepción son la Dirección de Relaciones Internacionales y Centro de Estudios Europeos (CEE) de la Universidad de Concepción, la Dirección General de Relaciones Institucionales de la Universidad del Bio-Bío, la Dirección de Relaciones Internacionales de la sede Concepción de la Universidad del Desarrollo, y la Dirección de Relaciones Institucionales, y Centro de Estudios y Desarrollo Asia Pacífico (CEDAP) de la Universidad Católica de la Santísima Concepción.

### Consulados en Concepción
| - Alemania (Consulado Honorario) - Argentina (Consulado) - Bélgica (Consulado Honorario) - Canadá (Consulado Honorario) - Ecuador (Consulado Honorario) - España (Consulado Honorario) - Finlandia (Consulado Honorario) | - Francia (Consulado Honorario) - Hungría (Consulado Honorario) - Italia (Consulado Honorario) - México (Consulado Honorario) - Países Bajos (Consulado Honorario) - Polonia (Consulado Honorario) |

## Cultura y sociedad

### Patrimonios y monumentos

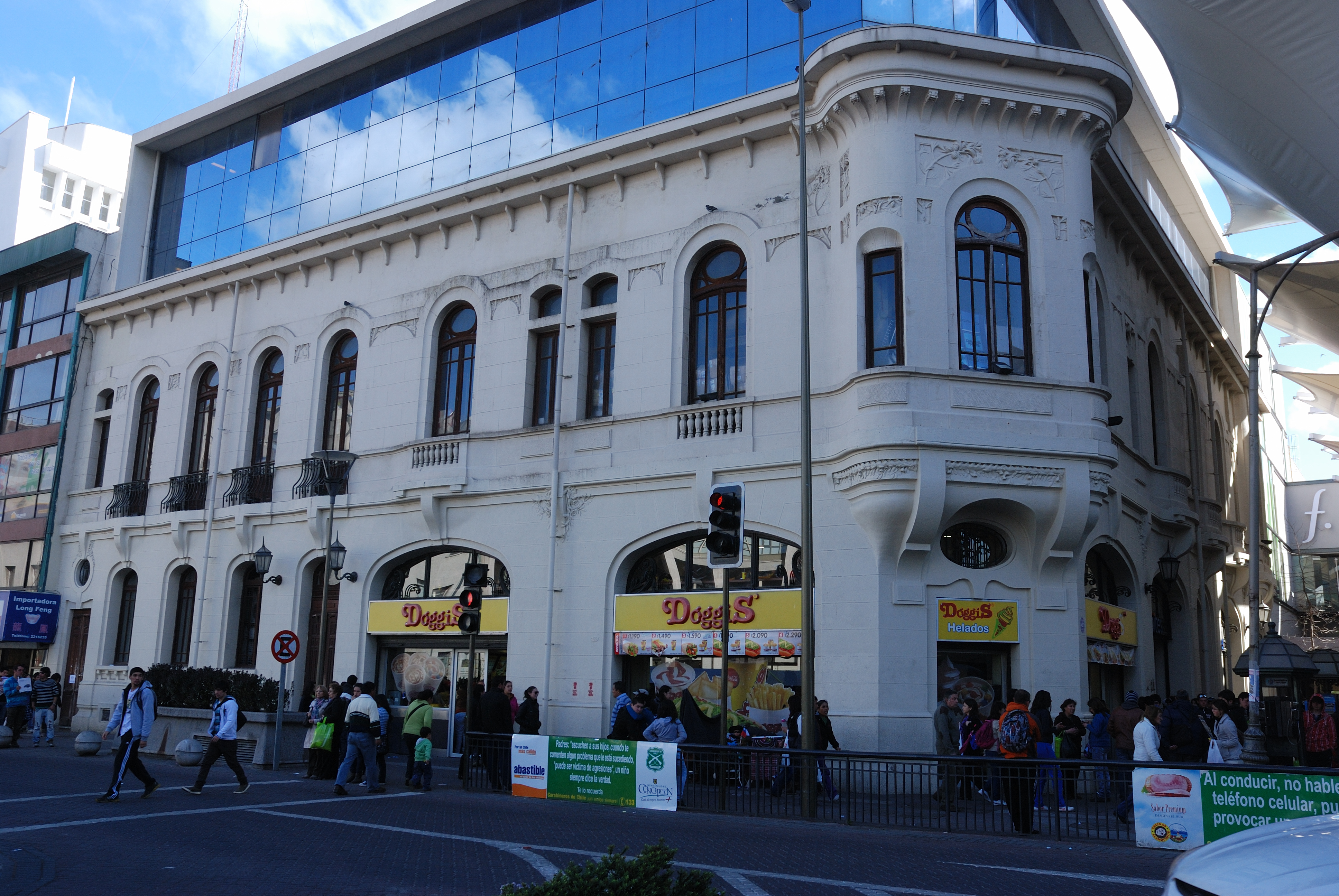
Fachada del "Palacio Castellón" o "Casa de Pedro del Río" hacia calle Castellón en 2012.

Dentro del Concepción Metropolitano existen 24 monumentos nacionales bajo la custodia del Consejo de Monumentos Nacionales, entre los que se encuentran 22 monumentos históricos, 1 santuario de la naturaleza y 1 zona típica, además de un número aún no definido de "Monumentos Públicos". De estos monumentos 8 se encuentran en la comuna de Lota, 6 en el Concepción histórico, 4 en Talcahuano, 3 en Coronel, 1 en Hualpén, 1 en Penco y 1 en Tomé. El primer monumento declarado del Gran Concepción fue el Fuerte de Lota por el Decreto Supremo 744 del 24 de marzo de 1926, en tanto que el último fue el Deportivo Cine Bellavista-Tomé según el Decreto 43 del 23 de enero de 2013.

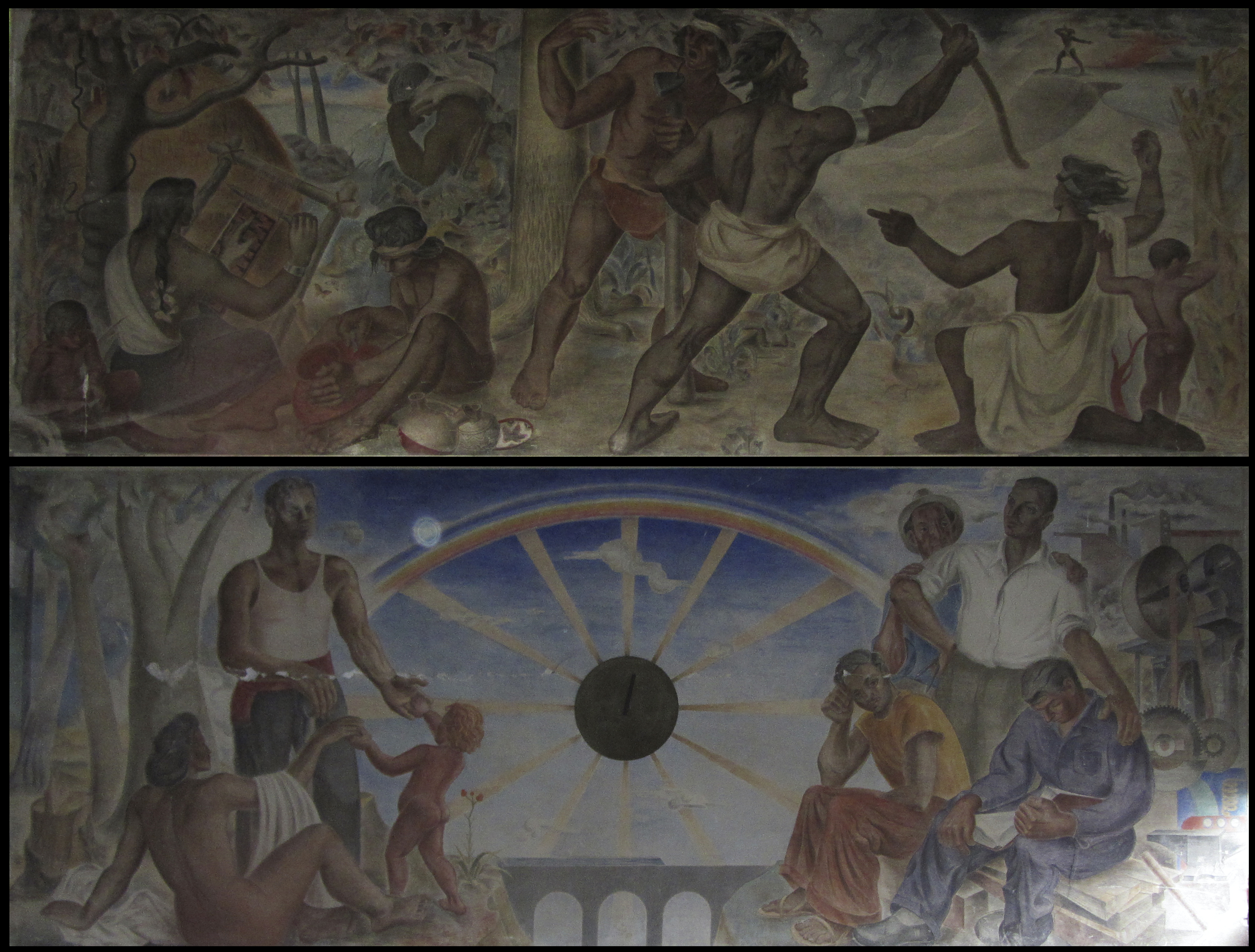
Costado izquierdo (arriba) y derecho (abajo) del mural.

En pleno centro de Concepción se encuentran 5 monumentos, ellos son los restos del Convento La Merced (1977), Casa de Pedro del Río (1995), el Mural Historia de Concepción (2008), el Mural Presencia de América Latina (2009), y el Teatro Enrique Molina (2009).
También, se encuentran otras obras arquitectónicas y de carácter patrimonial penquista reconocidas en el país y en el mundo como lo son el Arco y el Campanil de la Universidad de Concepción, el Palacio de los Tribunales de Justicia en la plaza René Schneider, la Catedral de la Santísima Concepción, la Cruz de la Evangelización del V Centenario, la Intendencia del Biobío en el Barrio Cívico de Concepción, el Mercado Central, la Casa Esquerre, el Edificio Tribunales (también llamado Edificio Tucapel), el Puente Llacolén, el Anfiteatro de San Pedro de la Paz, las criptas del Cementerio General de Concepción, los faros Punta Hualpén y Punta Lutrin, y el famoso Mirador Alemán en el cerro Caracol, único en América.

### Actividades culturales y entretenimiento

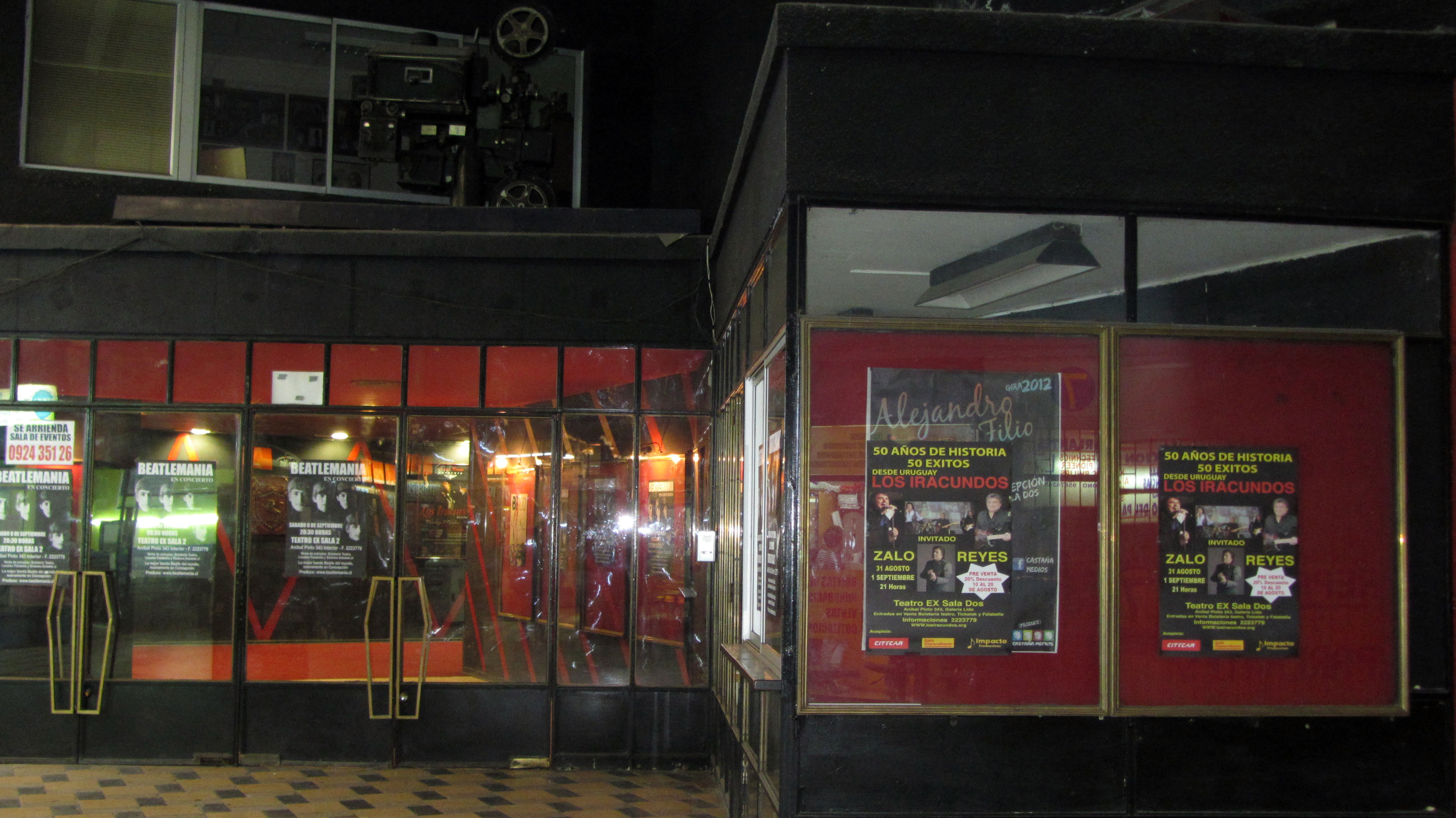
Ingreso al "Teatro Sala Dos".

Entre las actividades culturales y entretenimiento del área metropolitana destaca la Feria Internacional de Arte Popular, de carácter artesanal, celebrada a principios de cada año, desde 1964, en el conocido y céntrico parque Ecuador de la ciudad; en ella además se instalan patios gastronómicos y se desarrollan jornadas musicales y de danza. El popular festival Viva Dichato, cuya primera realización se hizo el año 2012, es un festival creado para atraer nuevamente el turismo a la zona, altamente devastada por el terremoto de 2010, en 2014 se realiza su 3.º versión y atrae a alrededor de doscientos mil personas en total. Por otra parte desde 2012 se realiza el Concepción en 100 palabras, un concurso abierto al público en general en el cual participan por diversos premios enviando un pequeño cuento o anécdota relacionada con la ciudad que no debe tener más de 100 palabras.
Para el teatro, Concepción ofrece 6 instalaciones de gran nivel, el Universidad de Concepción, el Aula Magna Arzobispal, el famoso Teatro Sala Dos, el Teatro Dante, el Anfiteatro de San Pedro de la Paz y el Teatro Biobío de reciente apertura (2018). También existe el famoso centro de eventos SurActivo capaz de albergar multitudinarios eventos con una capacidad máxima de 10 000 personas y con una superficie de 2785 m² en los cuales se han realizado congresos, exposiciones, eventos musicales, laborales, estudiantiles, comerciales y culturales. En esta categoría se puede ubicar también a "El Foro" en la ciudad universitaria, que sería un teatro al aire libre, en el cual se encuentran la mayoría de las atracciones de la ciudad universitaria. También posee el centro cultural Pabellón 83 (MN) utilizado para personas con riesgo social del sector.
Cabe destacar el Zooconcepción, un zoológico dirigido principalmente a niños y jóvenes. El miniparque temático Jurásico de la Plaza Acevedo, que contiene juegos y estructuras ambientadas en dinosaurios. El Barrio Estación y la Plaza Perú albergan la mayoría de pubs, discotecas, bares y restaurantes de la comuna de Concepción; otros focos de vida nocturna importantes son San Pedro Viejo y la avenida Pedro de Valdivia, camino a Chiguayante. El Casino Marina del Sol, el más grande del país, inaugurado el 13 de noviembre de 2008 en la comuna de Talcahuano, es uno de los más grandes centros de entretenimiento del Concepción Metropolitano.

### Museos y bibliotecas
El Museo de Historia Natural de Concepción ubicado en la Plaza Acevedo en la comuna de Concepción, es uno de los museos más importante nacionalmente, gracias a su gran colección de la historia geográfica de la ciudad, la región, el país y Sudamérica. La Casa del Arte posee una completa colección de la pintura chilena con alrededor de 1800 obras de distintas épocas. La Galería de la Historia de Concepción ubicada en el parque Ecuador, a las faldas del cerro Caracol también ofrece pinturas y dioramas mostrando la historia local. Otros museos de interés es el Museo Stom en Chiguayante, y el Museo Histórico de Lota en la comuna homónima. El "Museo Eclesiástico" es de carácter religioso y se ubica en el interior de la Catedral de la Santísima Concepción. En Coronel se ubica el CICAT un centro temático para el parendizaje con juegos de las ciencias, el arte y la tecnología.
La Biblioteca Municipal José Toribio Medina en el centro de Concepción es la biblioteca más importante de la ciudad y de la región. La biblioteca Luis David Cruz Ocampo en la Ciudad Universitaria es una de las bibliotecas más completa y rica en todo el país. También está la Biblioteca Municipal Baldomero Lillo en la comuna de Lota y el Laboratorio Regional Concepción en el centro de la ciudad. Otras bibliotecas más pequeñas son la "Biblioteca N.º 337 de Concepción", la "Biblioteca Pública Municipal N.º 57 de Talcahuano, la "Biblioteca N.º 17 de Chiguayante", la "Biblioteca Pública N.º 59 de Tomé", la "Biblioteca Pública Municipal N.º 267 de Hualpén", la "Biblioteca N.º 39 de Lota", la "Biblioteca N.º 33 de Penco", la "Biblioteca Pública Municipal N.º 26 Marcela Paz de Hualqui".

### Parques y lagunas

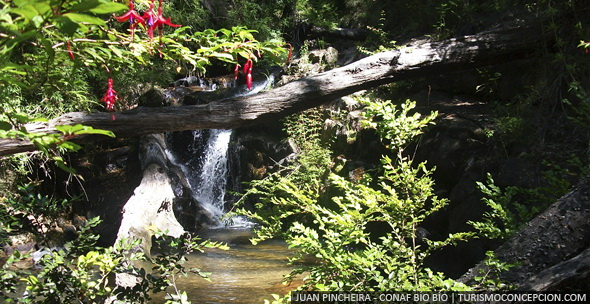
Reserva Nacional Nonguén.

Cabe destacar la Reserva Nacional Nonguén de un total de 3055 hectáreas creada el 24 de diciembre de 2010 ubicada principalmente en la comuna de Chiguayante, aunque también tiene sectores en las comunas de Concepción y Hualqui; fue creado principalmente para proteger el Bosque caducifolio que se encontraba en la cordillera de la costa de la región, pero que fue reemplazado prácticamente en su totalidad por cultivos agrícolas y forestales, es una zona protegida con una gran y rica variedad de flora y fauna.
El principal parque de la ciudad es el parque Ecuador, ubicado al este del centro urbano del Concepción Metropolitano y a los pies del cerro Caracol, es el principal parque de la ciudad y el mayor en cantidad de visitas; otro es el parque Costanera, ubicado en la orilla norte del Río Biobío, es una de las obras bicentenario en la ciudad. Hacia el sur de la ciudad destacan los parques Laguna Grande en San Pedro de la Paz; el Jorge Alessandri de 11 hectáreas en la comuna de Coronel, creado por la empresa CMPC la cual buscó divulgar aspectos productivos y ecológicos del bosque nativo; el parque Isidora Cousiño. Uno de los parques más grandes y reconocidos del Gran Concepción es el parque Pedro del Río Zañartu, en la comuna de Hualpén, de 552 m² que posee también un museo con la colección completa del famoso coleccionista Pedro del Río Zañartu. En Talcahuano se encuentra el "Parque Tumbes" de 20 hectáreas, cercano al sector Centinela de dicha comuna.

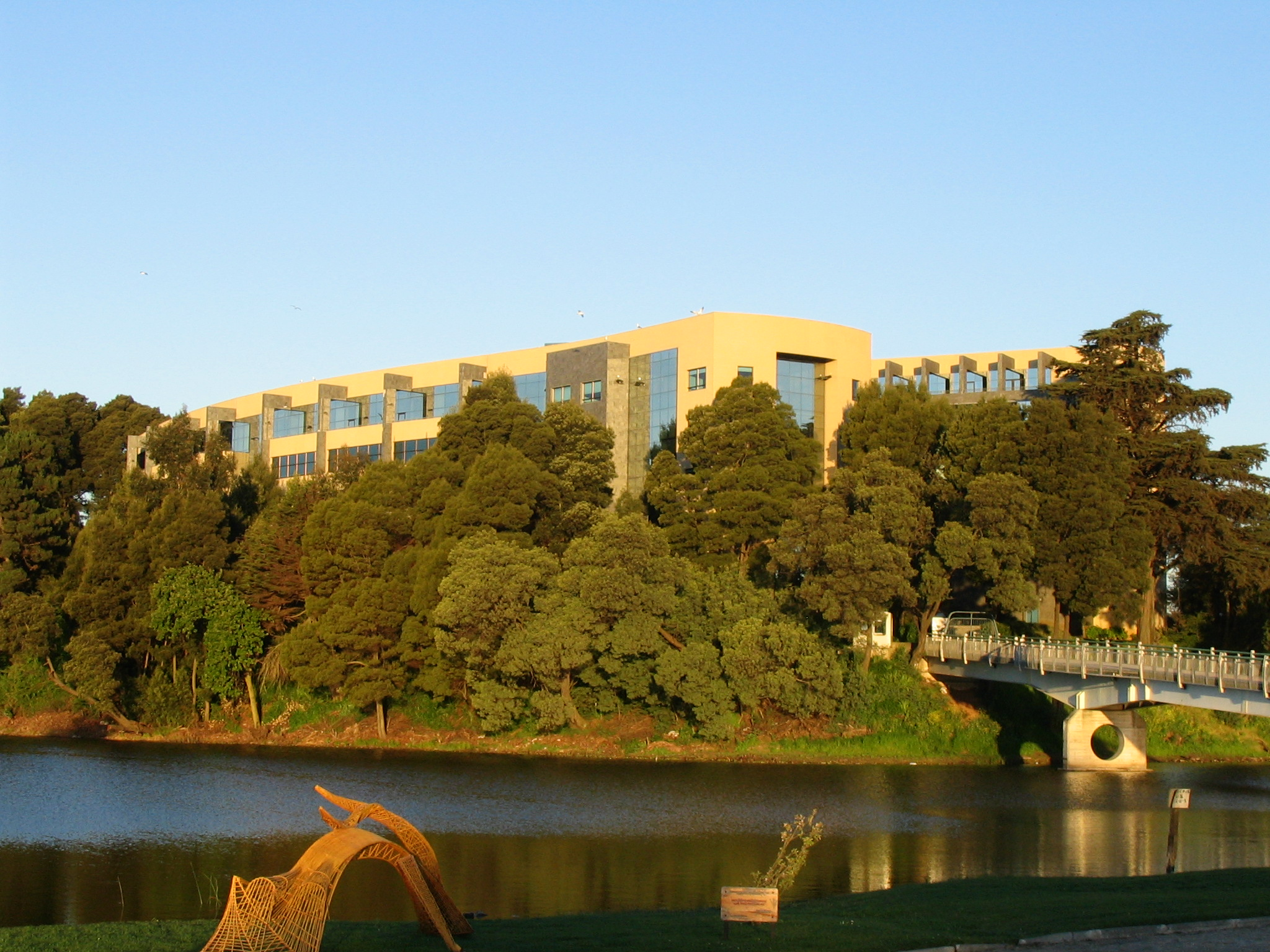
Laguna Las Tres Pascualas con la Universidad San Sebastián al fondo.

Cabe destacar que Concepción es reconocido por su veintena de lagunas que se encuentran en medio del radio urbano de la ciudad, destacando las lagunas Las Tres Pascualas, Lo Custodio, Lo Galindo, Lo Méndez y la Redonda, en cuyo entorno se sitúa el "Parque Laguna Redonda", todas éstas de la comuna de Concepción; las lagunas Grande y Chica en San Pedro de la Paz, aptas para el remo y otras actividades acuáticas; por último, en la comuna de Coronel, se ubican la lagunas La Posada y Quiñenco.
También, utilizados para el recreo y el esparcimiento están los cerros Amarillo de Concepción, el Amarillo de Hualpén, el Chepe, el cerro La Virgen, los famosos cerros "Tetas" (Teta Norte y Teta Sur), en la desembocadura del río Biobío al océano Pacífico, y el famoso cerro Caracol, que se impone con su verde al oriente del centro urbanístico de Concepción.

### Universidades

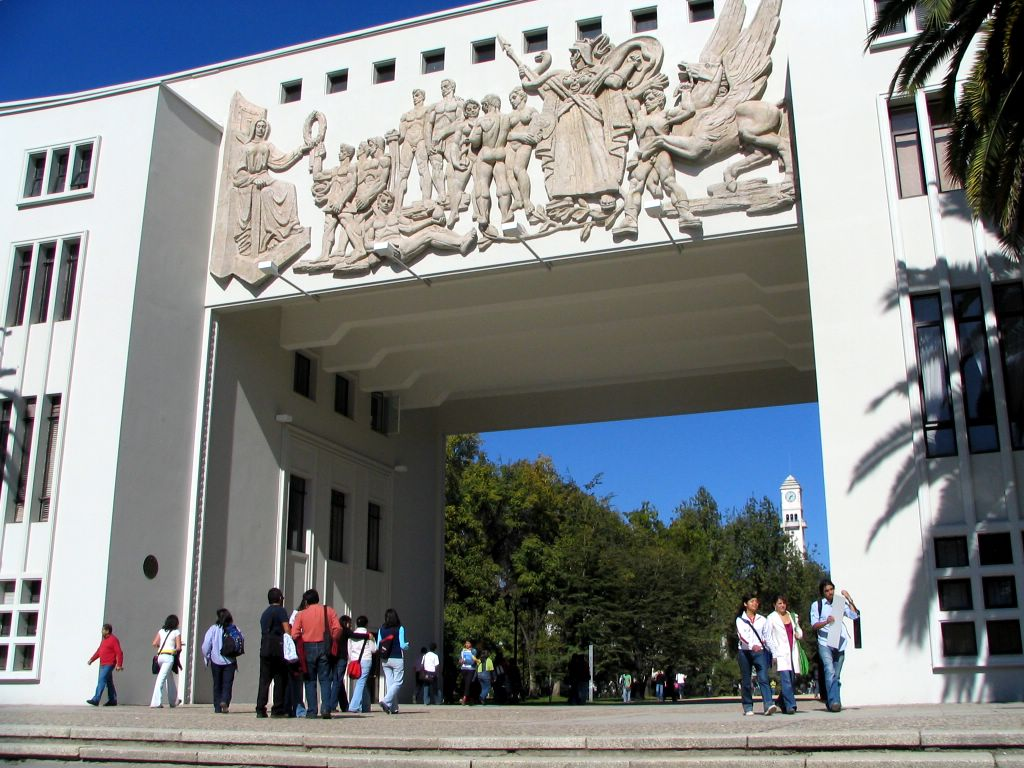
Arco de la Universidad de Concepción.

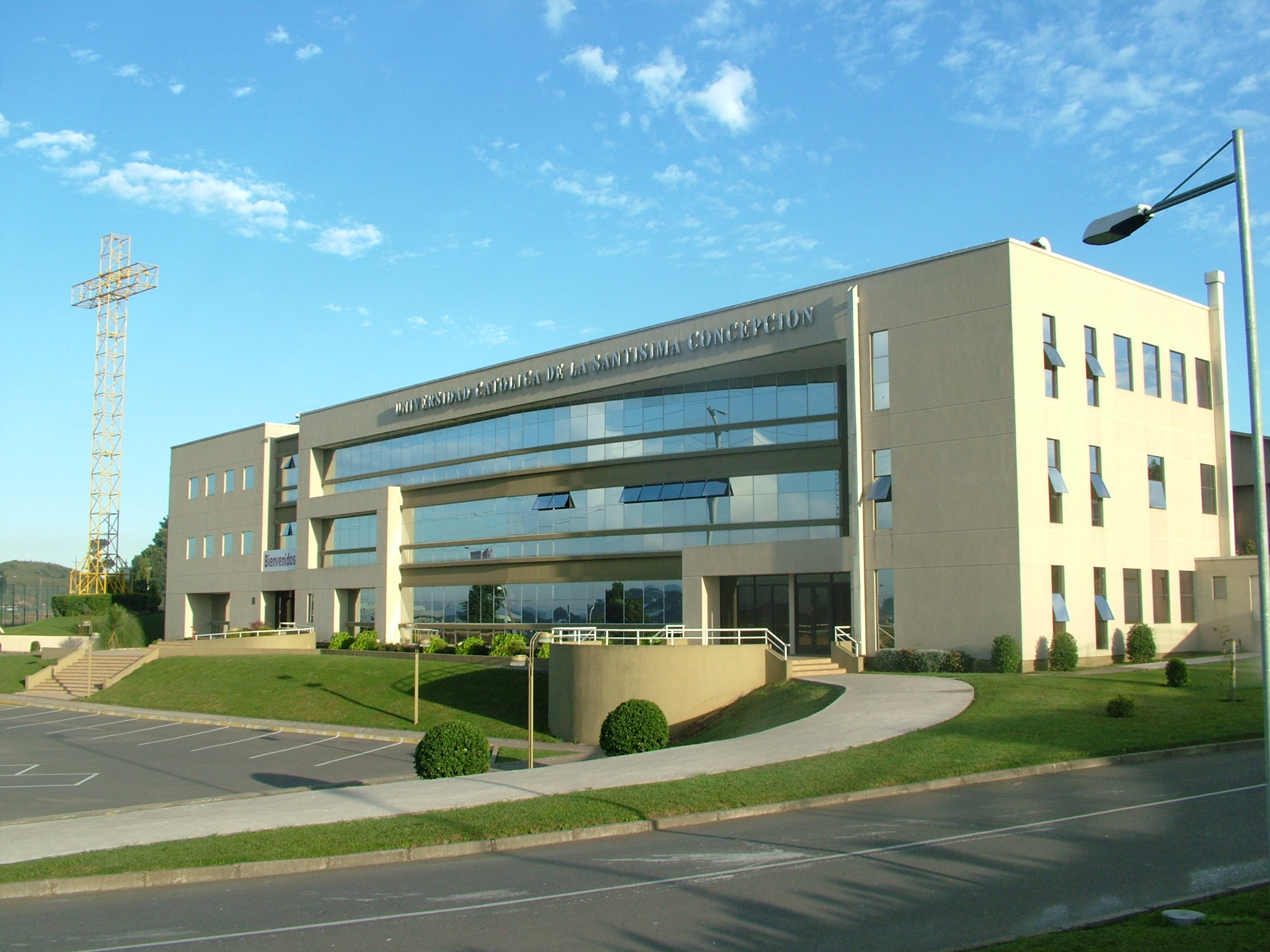
Universidad Católica de la Santísima Concepción.

La intercomuna ostenta la primera universidad de origen privado en la región, la Universidad de Concepción, fundada en 1919 por un grupo de ciudadanos entre los cuales se encuentran don Enrique Molina Garmendia, su primer rector. Sólo muchos años después esta Universidad comenzó a tener apoyo estatal formando parte de las universidades tradicionales. Siendo parte de una de las 3 universidades más antiguas del país, y la de mayor importancia en el ámbito regional. A mediados de siglo XX, se forman lo que serían las sedes regionales universitarias. En 1947, nace la Universidad Técnica del Estado - Sede Concepción, a partir de la Escuela Industrial de Concepción (Fundada como Escuela Industrial de Chillán en 1905 y trasladada a Concepción en 1928) en 1981 vive una transformación para finalmente en 1989 pasar a llamarse Universidad del Biobío (tras fusionarse con el Instituto Profesional de Chillán exsede Ñuble de la Universidad de Chile). Luego se forma la Pontificia Universidad Católica de Chile - Sede Regional Talcahuano. También se instala el IDIEM de la Universidad de Chile, en Talcahuano. Con la cooperación de Bélgica se instala la Universidad Técnica Federico Santa María- Sede Talcahuano "Rey Balduino de Bélgica". A fines de la década de los 1980, se crean establecimientos privados dentro de los cuales están la Universidad del Desarrollo y la Universidad San Sebastián.

#### Universidades tradicionales
- Universidad de Concepción (Concepción)
- Universidad del Biobío (Concepción)
- Universidad Católica de la Santísima Concepción (Concepción)
- Universidad Técnica Federico Santa María (sede Hualpén)

#### Universidades privadas

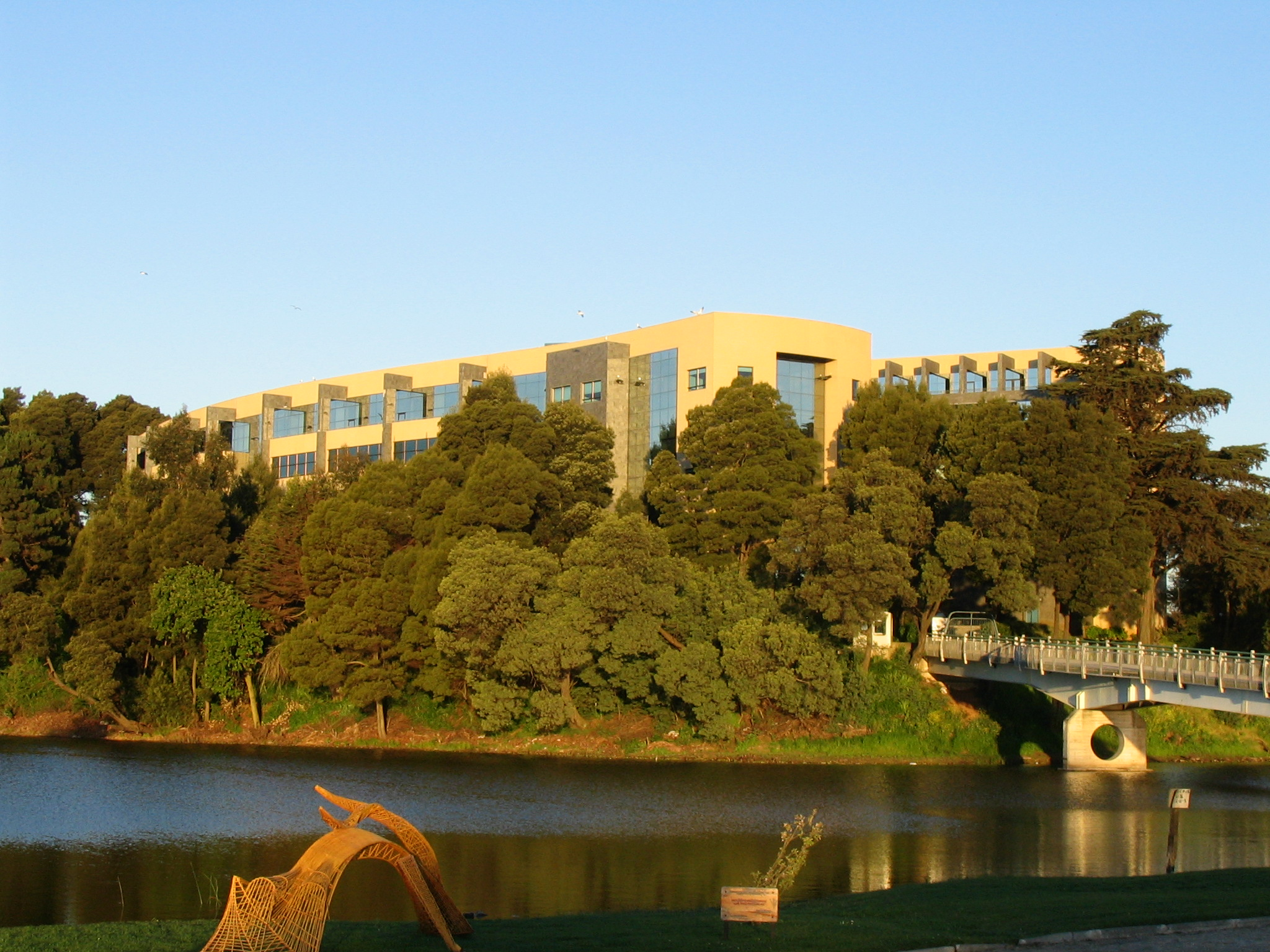
Universidad San Sebastián, Campus Las Tres Pascualas, Concepción.

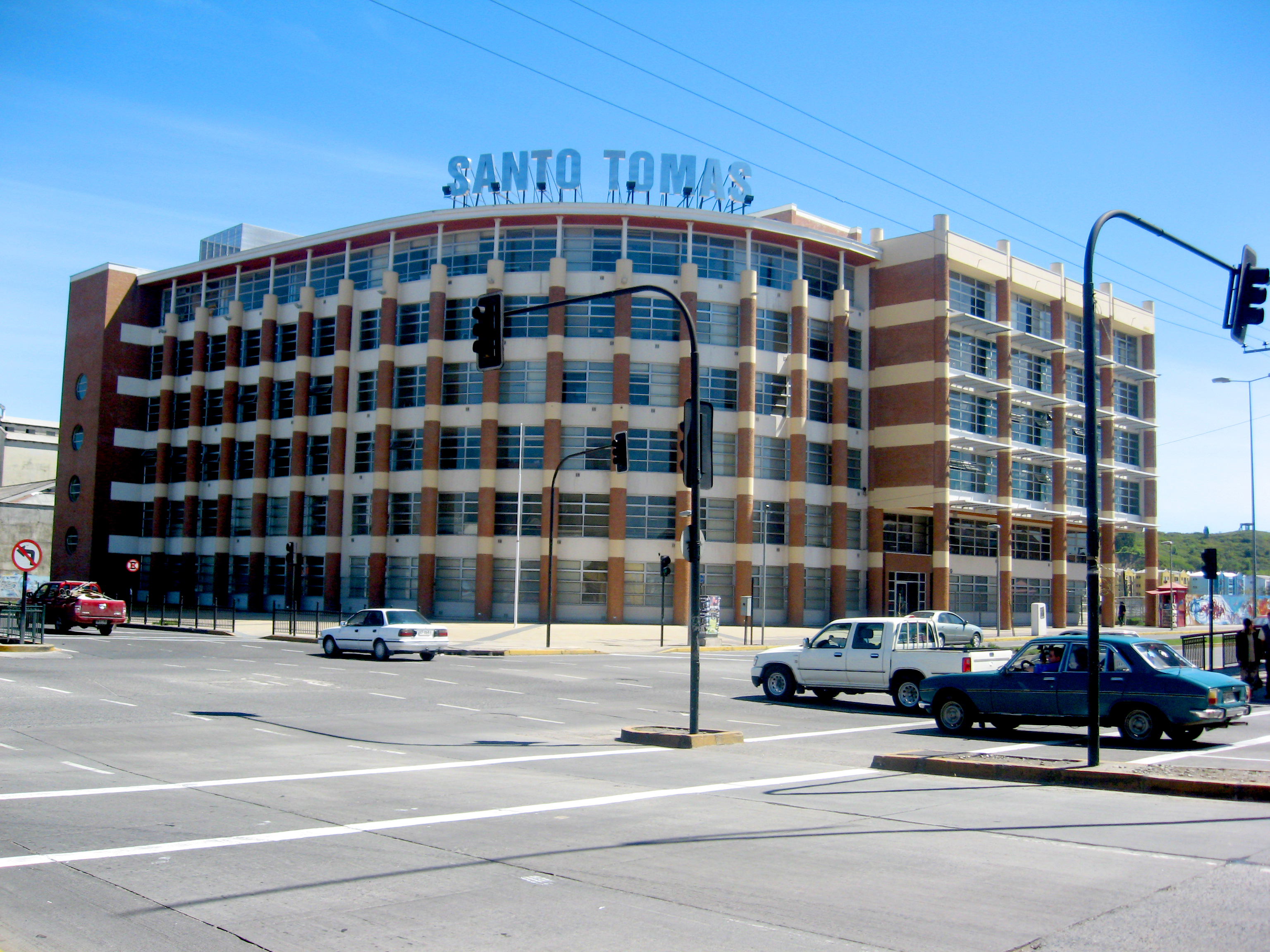
Universidad Santo Tomás, Sede Concepción.

- Universidad del Desarrollo (Concepción)
- Universidad Andrés Bello (sede Talcahuano)
- Universidad Tecnológica de Chile (sede Talcahuano)
- Universidad San Sebastián (Concepción)
- Universidad Santo Tomás (sede Concepción)
- Universidad de las Américas (sede Concepción)
- Universidad Bolivariana (sede Concepción)
- Universidad Pedro de Valdivia (sede Concepción)
- Universidad La República (sede Concepción)

#### Institutos profesionales
- Instituto Profesional Virginio Gómez (Concepción)
- Instituto San José (sede Coronel)
- Instituto Profesional Los Lagos (sede Concepción)
- Instituto Profesional INACAP (sede Talcahuano)
- Instituto Profesional DuocUC (sede Concepción)
- Instituto Profesional Santo Tomás (sede Concepción)
- Instituto Profesional AIEP (sede Concepción)
- Instituto Profesional Providencia (sede Concepción)
- Instituto de Estudios Bancarios Guillermo Subercaseaux (sede Concepción)
- Instituto Profesional Diego Portales (sede Concepción)
- Instituto Profesional Valle Central (sede Concepción)
- Instituto Profesional IPG (sede Concepción)

### Deporte

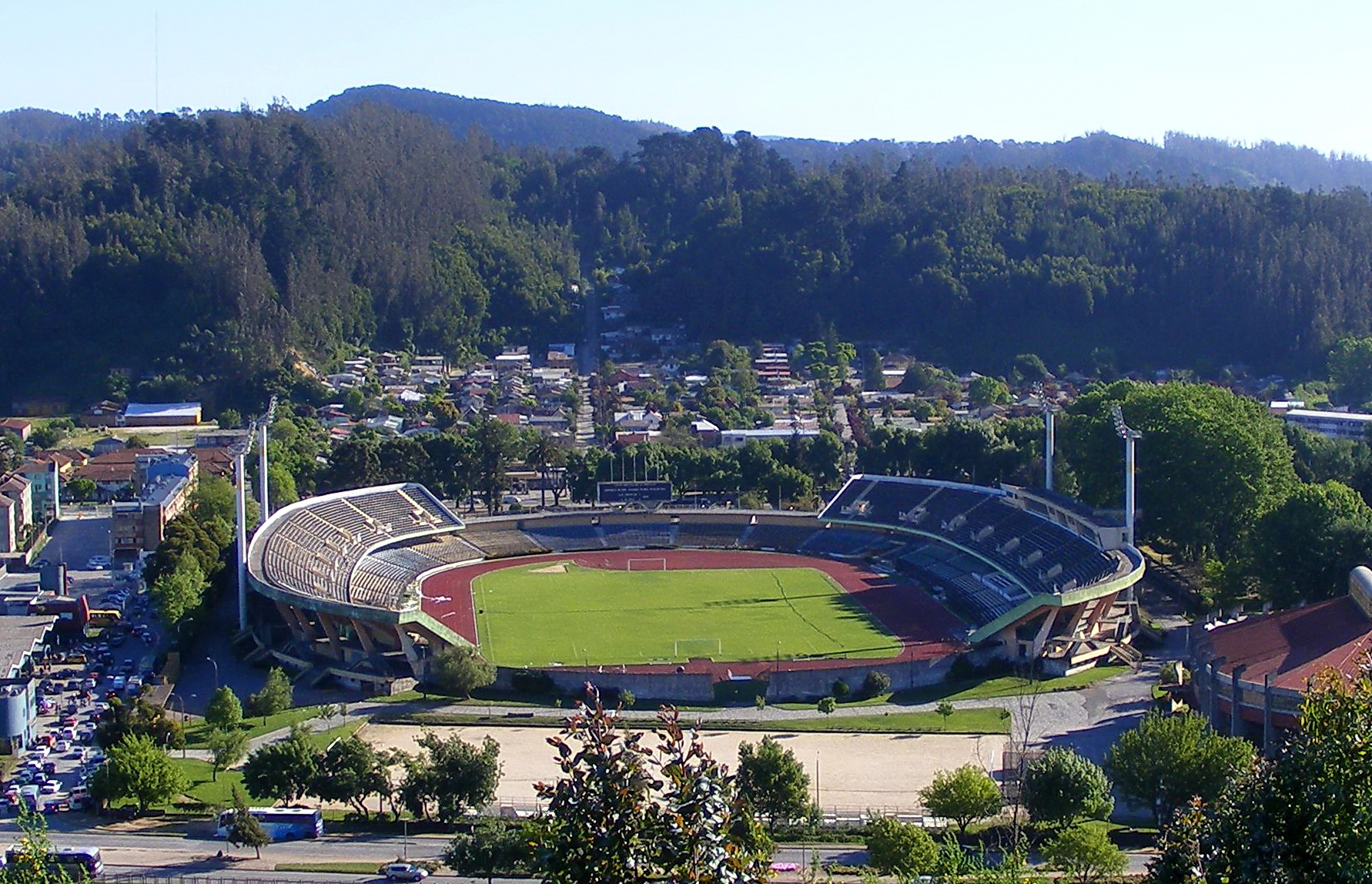
Estadio Municipal de Concepción desde el aire.

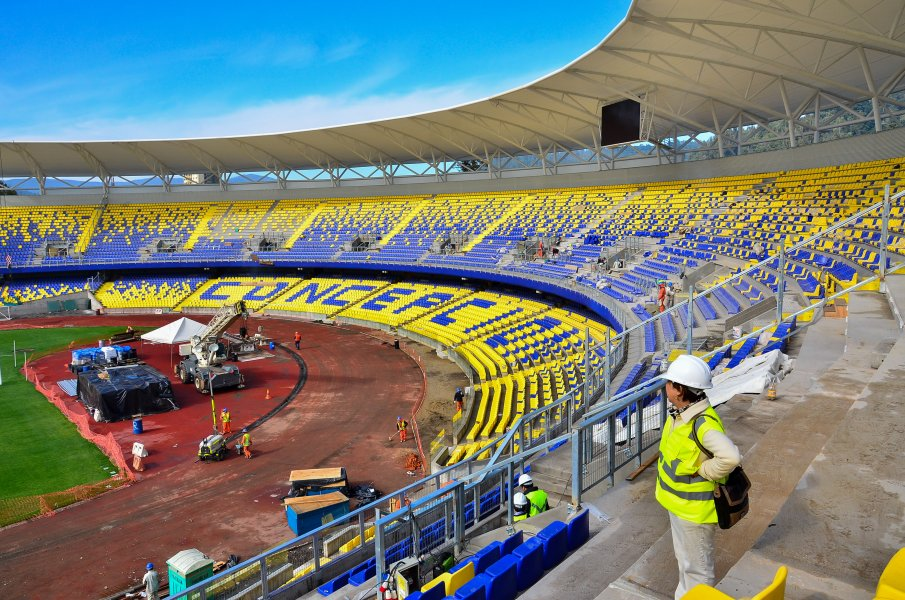
Estado de la remodelación del estadio municipal de Concepción.

Como en el resto del país, el fútbol es el deporte más practicado en el área metropolitana penquista. En la actualidad, en el Gran Concepción hay cinco equipos que juegan en el fútbol profesional chileno, de los cuales uno milita en la primera división (Huachipato), uno en la Primera B (Universidad de Concepción), dos en la Segunda Profesional (Deportes Concepción y Fernández Vial ), uno en Tercera B (Naval) y uno en receso (Lota Schwager). El principal estadio es el Estadio Municipal Alcaldesa Ester Roa Rebolledo, con una capacidad de 35 000 espectadores, el de mayor cantidad en la zona sur del país y también el que alberga mayor cantidad fuera de Santiago; en él se han realizado varios espectáculos del fútbol internacional, tales como la Copa Mundial de Fútbol Juvenil Coca Cola en 1987, la Copa América en 1991 y 2015, la Copa Conmebol en 1999, y el Torneo Preolímpico Sudamericano Sub-23 en 2004, previo a los Juegos Olímpicos de Atenas 2004. Otros estadios de importancia son el Estadio CAP con una capacidad máxima de 10 500 espectadores en la comuna de Talcahuano, el Estadio El Morro con una capacidad máxima de 7152 personas, también en la comuna de Talcahuano, y el Estadio Municipal Federico Schwager con una capacidad máxima de 4000 espectadores en Coronel. El llamado clásico penquista se conforma gracias a los equipos Deportes Concepción y Fernández Vial.
Por otra parte está la Casa del Deporte, de la Universidad de Concepción, inaugurada a principios de 1944, destinada para la práctica, principalmente, de baloncesto, siendo la sede del equipo Universidad de Concecpión que participa actualmente en la Liga Nacional de Básquetbol, anteriormente fue participante en la antigua Dimayor; el Coliseo Monumental La Tortuga en la comuna de Talcahuano albergó al famoso equipo de baloncesto Petrox, también participante en la Dimayor. En el rugby destaca el equipo de la Universidad de Concepción. En el atletismo destaca el Club Atlético Coronel Masters afiliado a la Asociación Internacional de Federaciones de Atletismo.
Cercano a la quincena de octubre se realiza el multitudinario Maratón del Gran Concepción, que se realiza desde el año 2006, y que el 14 de octubre de 2013 realizó su 7.º Versión.
En el ámbito corporacional deportivo destaca la Corporación Club Deportivo Universidad de Concepción, fundada el 8 de agosto de 1994 y que cuenta con equipos de fútbol, baloncesto, rugby y voleibol, además de la gimnasia artística y la gimnasia rítmica.

## Turismo
Dentro de la conurbación se pueden destacar los siguientes lugares con atractivo turístico:

### Concepción

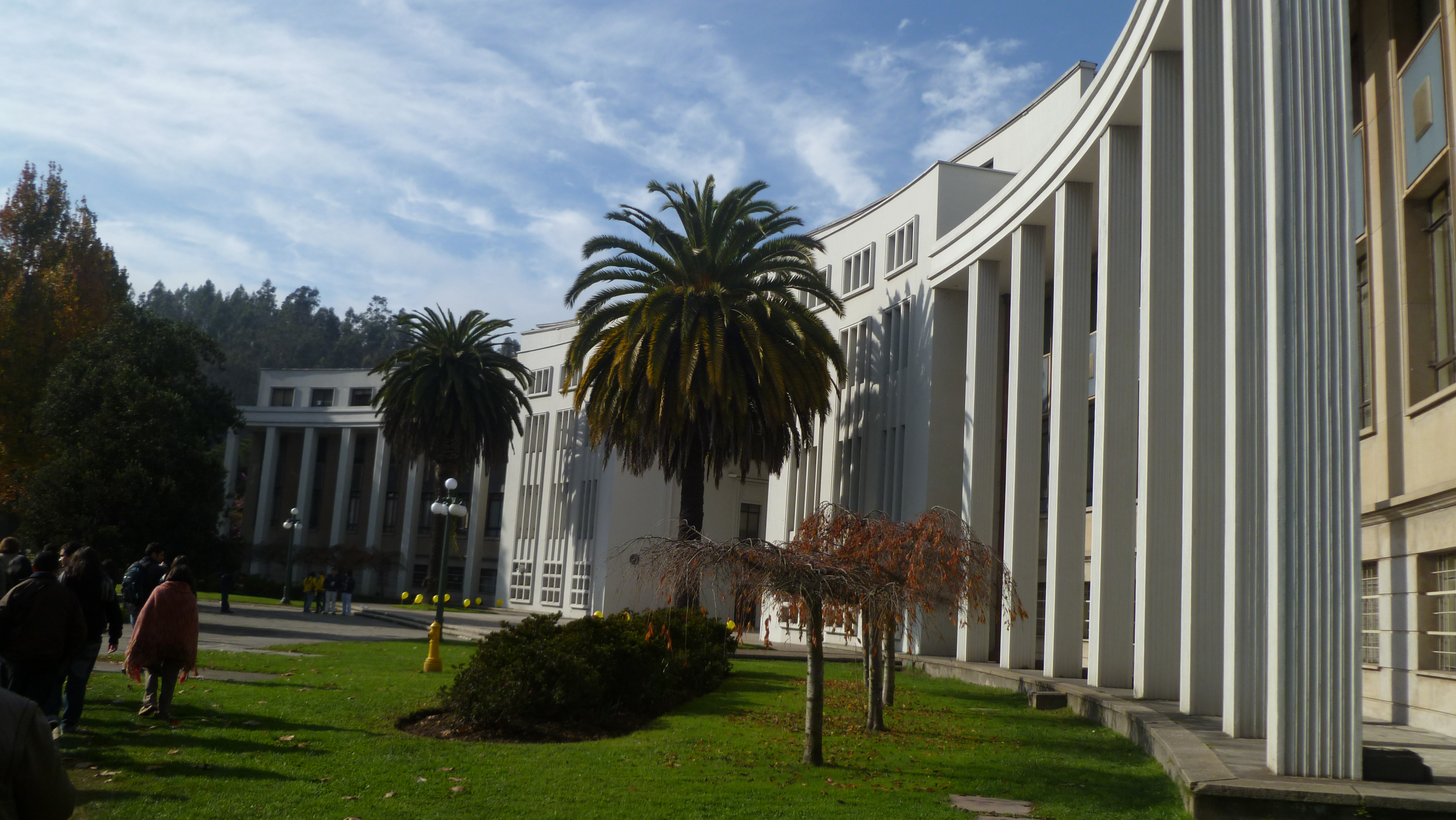
El Arco de la Universidad de Concepción da la bienvenida a la Ciudad Universitaria.

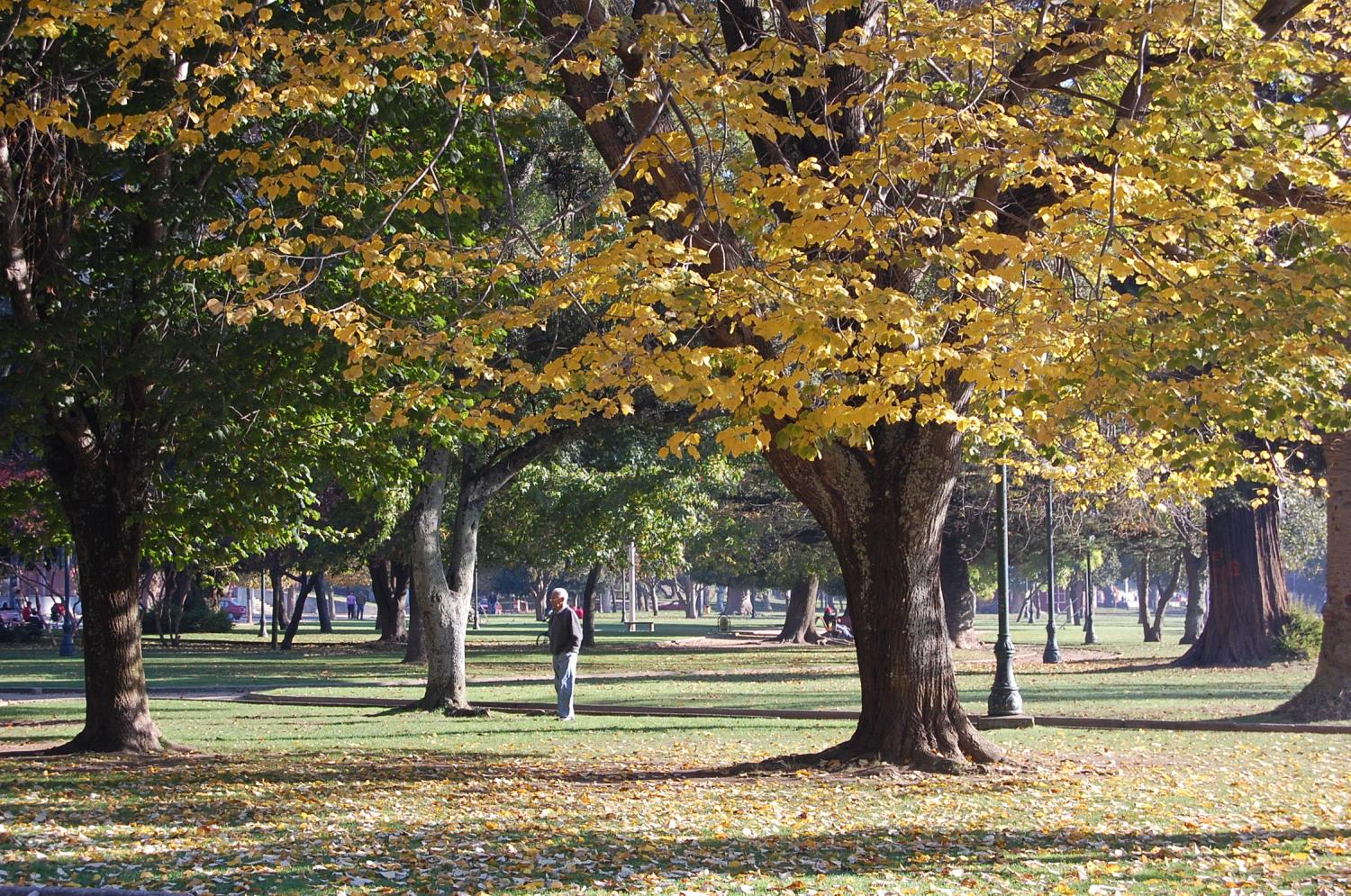
El parque Ecuador, ubicado a los pies del Cerro Caracol.

- Ciudad Universitaria de Concepción, el campus central de la Universidad de Concepción, hito urbano considerada una de las infraestructuras más destacadas a nivel nacional de la primera mitad del siglo XX.[49]
  - La Casa del Arte, ubicada frente a la Plaza Perú, es la pinacoteca que posee la colección más completa de pintura chilena,[50] y que además alberga el mural Presencia de América Latina, Monumento Histórico pintado en 1964 por el artista mexicano Jorge González Camarena.[51]
  - El Campanil, Patrimonio Histórico de la ciudad,[52] junto a la Plaza hundida del foro, donde se realizan conciertos al aire libre.
  - El Arco Universidad de Concepción, antiguamente llamado Arco de Medicina, hito urbano de la ciudad.[53]
- Parque Ecuador, a los pies del Cerro Caracol, donde se realiza anualmente la Feria Internacional de Arte Popular y que acoge también a la Galería de la Historia en la calle Víctor Lamas, museo gratuito que exhibe dioramas con la historia de la ciudad y la región. En la misma calle también se encuentra el antiguo Teatro Enrique Molina.
- El parque Metropolitano Cerro Caracol, ubicado dentro del cerro del mismo nombre, y en donde semanalmente se realizan distintas actividades al aire libre como yoga, ciclismo, escalada en boulder, canopy, entre otras, y que cuenta como principales puntos de interés el Mirador Alemán, única Torre Bismarck de Sudamérica, la Torre Entel, un anfiteatro y diversos miradores que otorgan distintas perspectivas de la ciudad.Teatro Biobio al atardecer.

Teatro Biobio al atardecer.

- La Plaza de la Independencia, lugar histórico donde Bernardo O'Higgins realizó la declaración solemne de la independencia de Chile. Frente a ella se ubica la Catedral de la Santísima Concepción, sede de la Arquidiócesis de la Santísima Concepción y uno de los principales templos de la Iglesia Católica en Chile, que cuenta además con el Aula Magna y el Museo Eclesiástico.
- La Plaza Acevedo y el Museo de Historia Natural, inmersos dentro del parque de juegos temático conocido como parque Jurásico, con réplicas a escala real de dinosaurios.
- El centro de la ciudad, conformado por la mayor red a nivel nacional de galerías comerciales, que atraviesan numerosas manzanas y edificios de Concepción. La principal arteria comercial del centro es el Paseo Peatonal Alonso de Ercilla y Zúñiga.
- El Barrio Estación, que ofrece una amplia oferta de restaurantes, pubs y discotecas, junto al Barrio Cívico de Concepción.
- La Plaza Perú y sus alrededores, frente a la Universidad de Concepción, que alberga restaurantes, cafés, librerías de libros usados y ferias de antigüedades y objetos de segunda mano.
- El parque Costanera, que bordea al Río Biobío, y en donde se encuentra el Monumento conmemorativo 27-F que recuerda a las víctimas del terremoto y tsunami del año 2010, junto al Teatro Biobío, considerado el escenario más grande del país,[54] además del Parque Bicentenario, lugar donde se realiza cada año uno de los festivales gratuitos de mayor importancia en Chile, el festival Rock en Conce (REC), y donde a futuro se proyecta la materialización de Museo de la Memoria y los Derechos Humanos.[55] Frente al parque se encuentra un centro comercial que cuenta con restaurantes, shoppings, supermercados, salas de cine y una pista de patinaje sobre hielo.
- Las lagunas urbanas, un conjunto de 5 lagunas insertas en medio de la ciudad y que cuentan con pequeños parques y zonas de recreación y paseo como lo son las lagunas Redonda, Tres Pascualas, Lo Galindo, Lo Méndez y Lo Custodio.

### Lota
- Parque Isidora Cousiño
- Central Hidroeléctrica Chivilingo
- Pabellón 83
- Feria Libre de Lota
- Colcura
- Chivilingo
- Chiflón del Diablo
- Museo Histórico de Lota
- Fuerte de Colcura

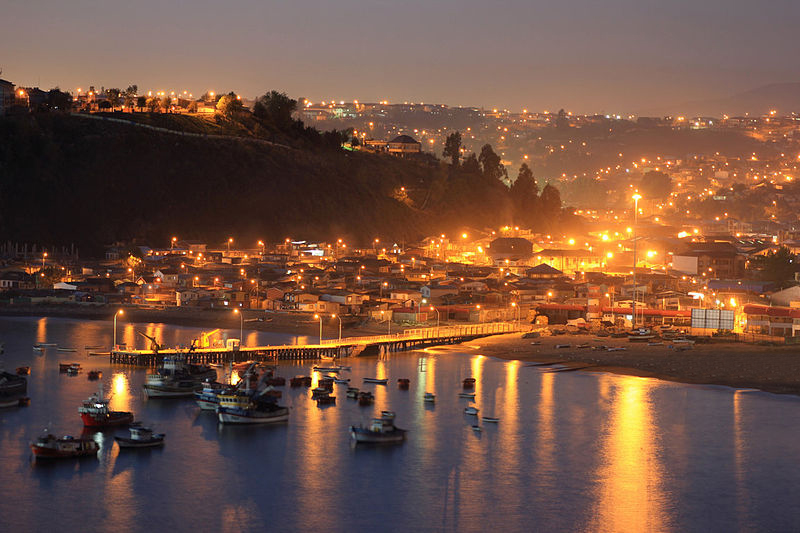
La bahía de Lota en 2012, desde el Fuerte de Puerto Nuevo.

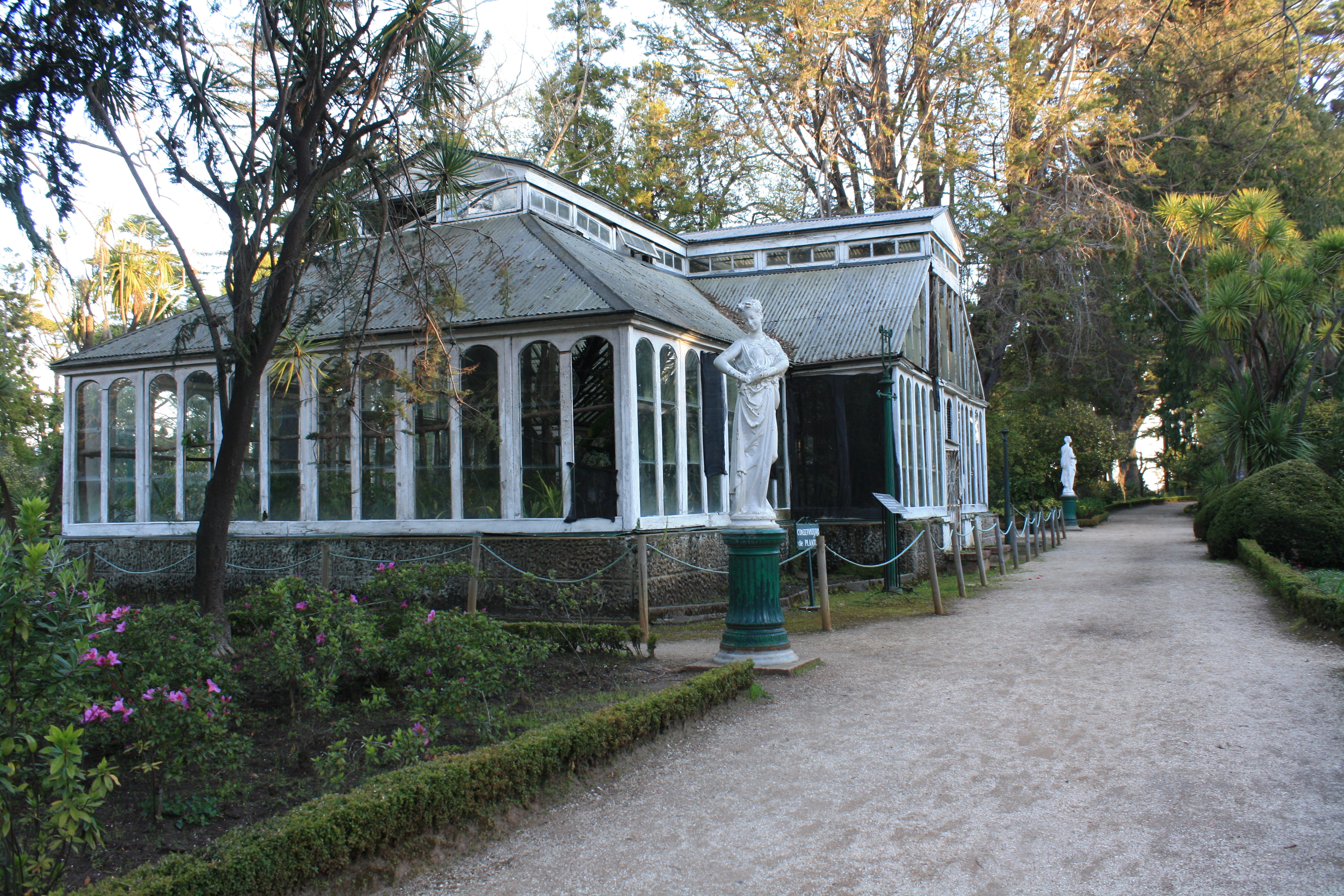
Parque Isidora Cousiño en 2012.

- Biblioteca Municipal Baldomero Lillo

### Coronel

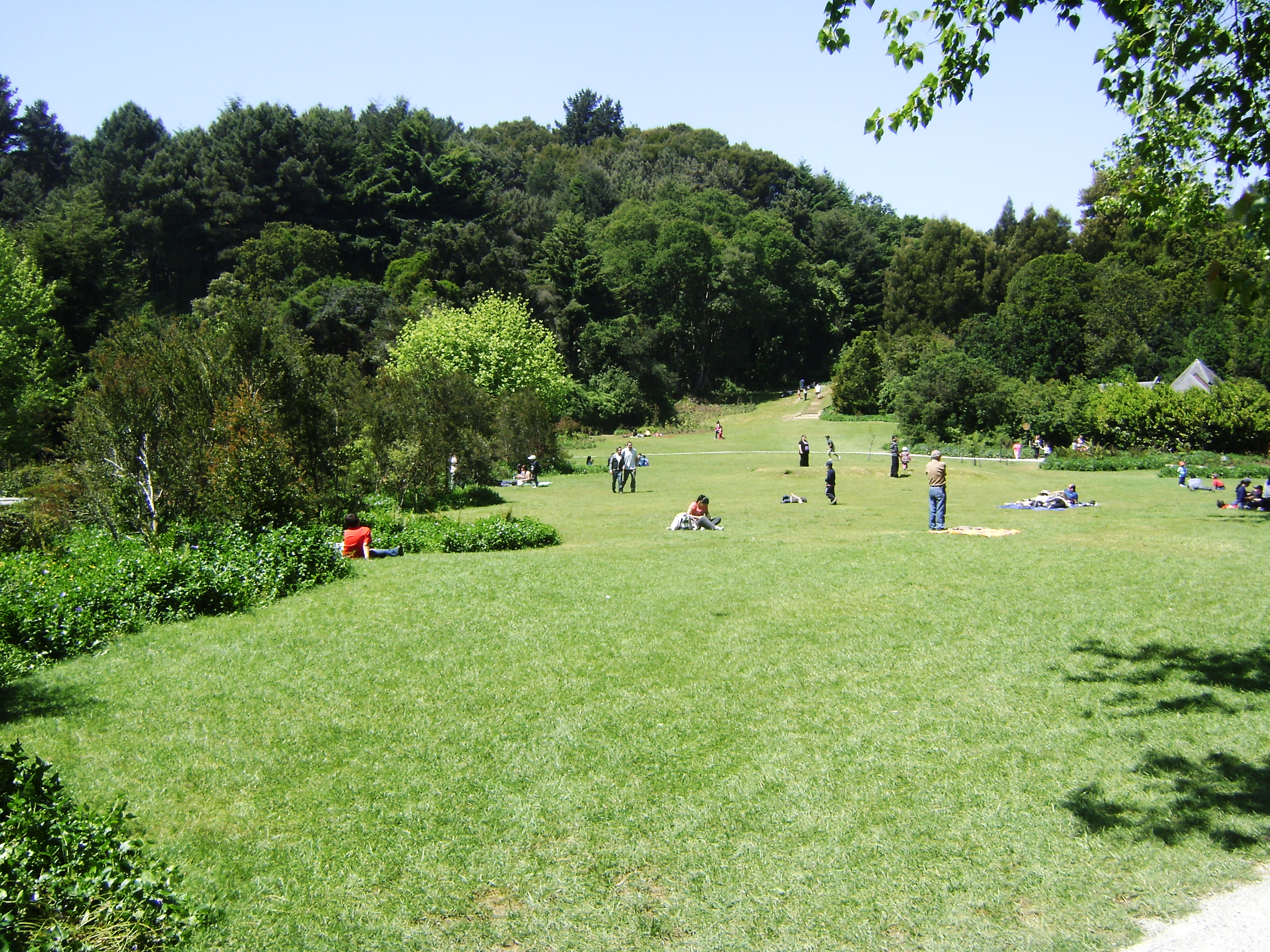
El parque Educativo Jorge Alessandri.

- Cicat (Centro Interactivo de Ciencias, Artes y Tecnología)
- Playa Blanca
- Laguna La Posada
- Hito Galvarino
- Estadio Municipal Federico Schwager
- Mercado de Coronel
- El Golf
- Parque Educativo Jorge Alessandri
- Paseo Las Olas
- Isla Santa María

### Talcahuano

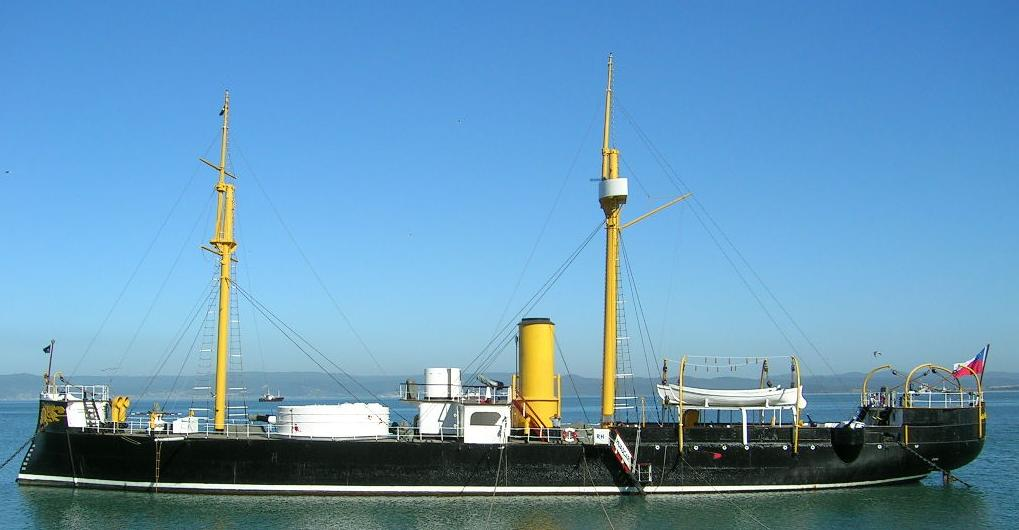
Monitor Huáscar en Talcahuano.

- Monitor Huáscar
- Base Naval Talcahuano
- Las Canchas
- Isla Quiriquina
- San Vicente (Chile)
- Caleta Tumbes
- Coliseo Monumental La Tortuga
- Casino Marina del Sol

### Hualpén

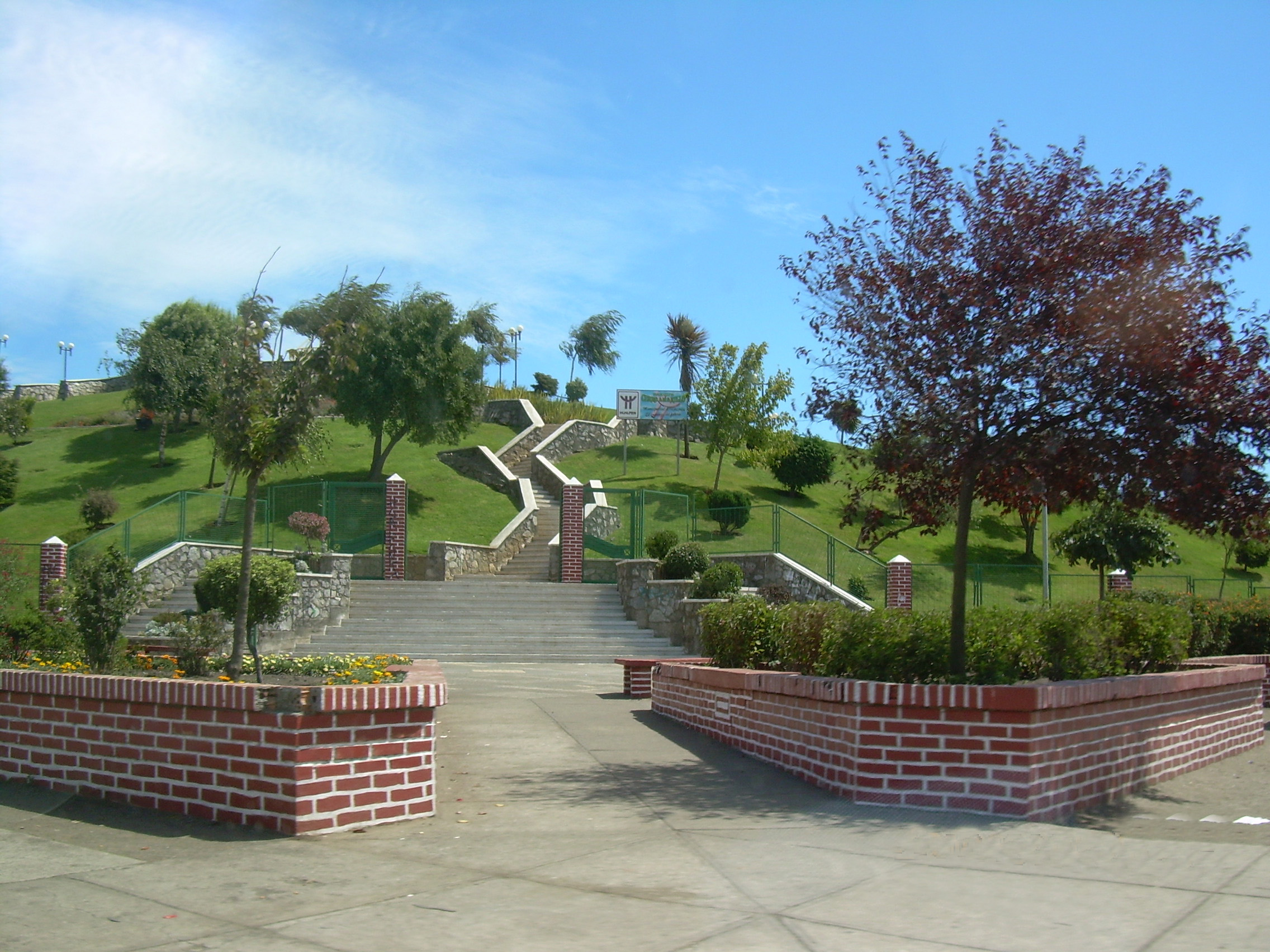
El Cerro Amarillo de Hualpén (esquina de Finlandia con Av. Alemania).

- Playa Ramuntcho
- Caleta Lenga
- Parque Pedro del Río Zañartu
- Club Hípico de Concepción
- Cerro Amarillo
- Desembocadura del río Biobío
- Playa Rocoto

### San Pedro de la Paz
- Laguna Grande
- Parque Laguna Grande
- Laguna Chica
- Anfiteatro de San Pedro de la Paz

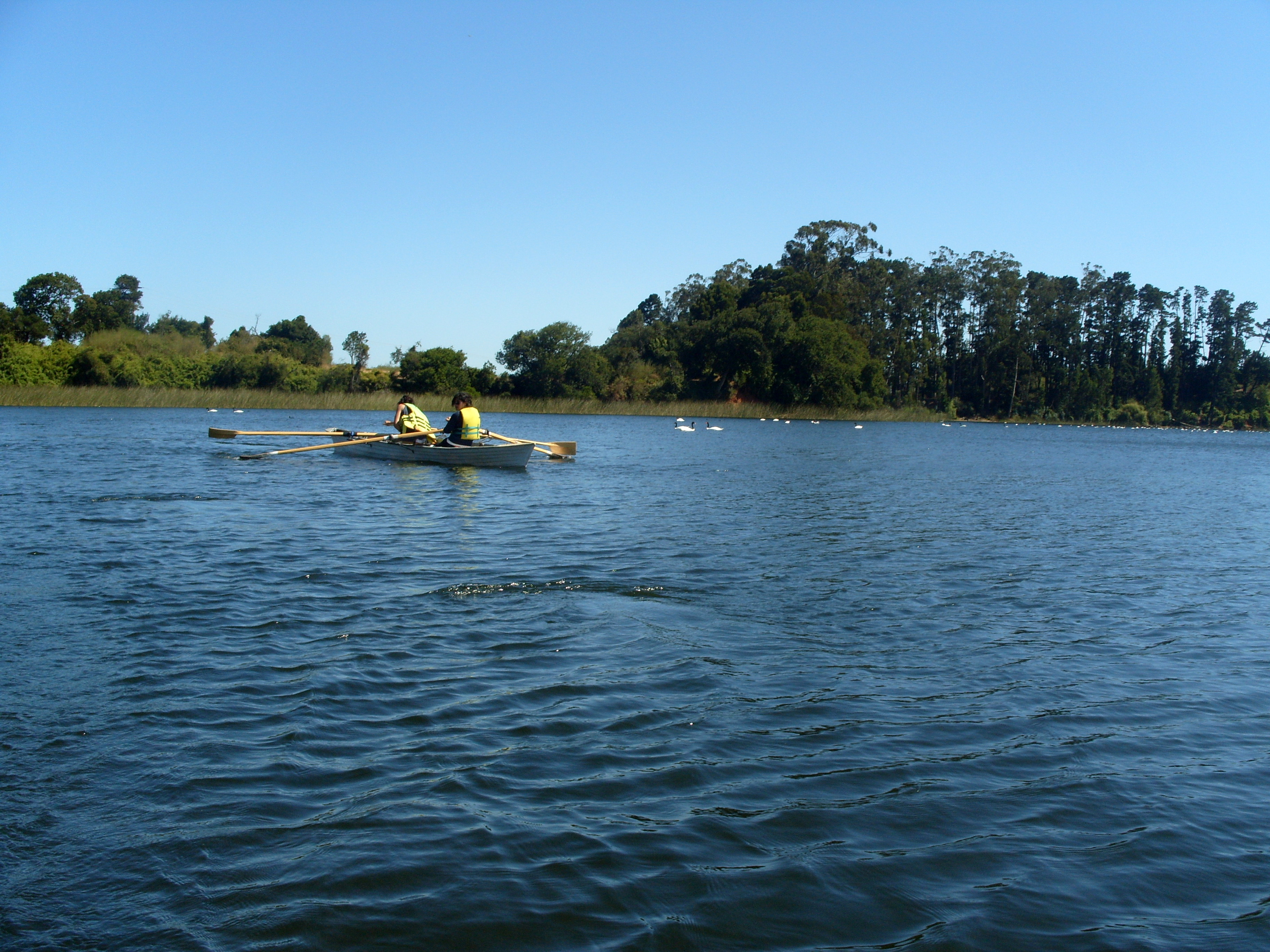
Laguna Grande de San Pedro de la Paz.

- Santuario de Nuestra Señora de La Candelaria

### Chiguayante
- Museo Stom
- Plaza de los poetas
- Plaza los castaños

### Penco-Lirquén
- Estadio Ex Lozapenco
- Playa Negra
- Playa de Penco
- Fuerte la Planchada (MN)

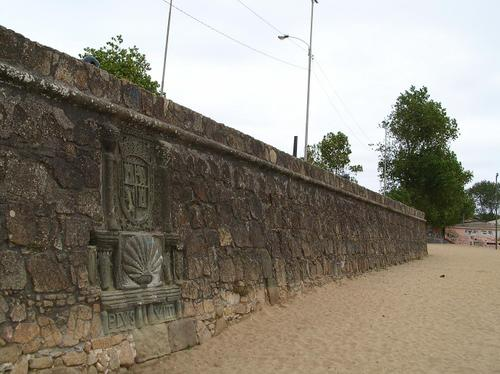
Fuerte La Planchada en la Playa de Penco.

- Plaza los conquistadores (Plaza de Armas)
- Lirquén
- Puerto de Lirquén
- Playa Lirquén
- Barrio Chino
- Sendero Paleontológico Natural
- Carnavales veraniegos: Semana Pencona y Festival de la cholga (Lirquén)

### Tomé
- Punta de Parra
- Playa Bellavista
- Balneario El Morro
- Cocholgüe
- Coliumo
- Dichato
- Rafael
- Balneario de Dichato.
- Pingueral

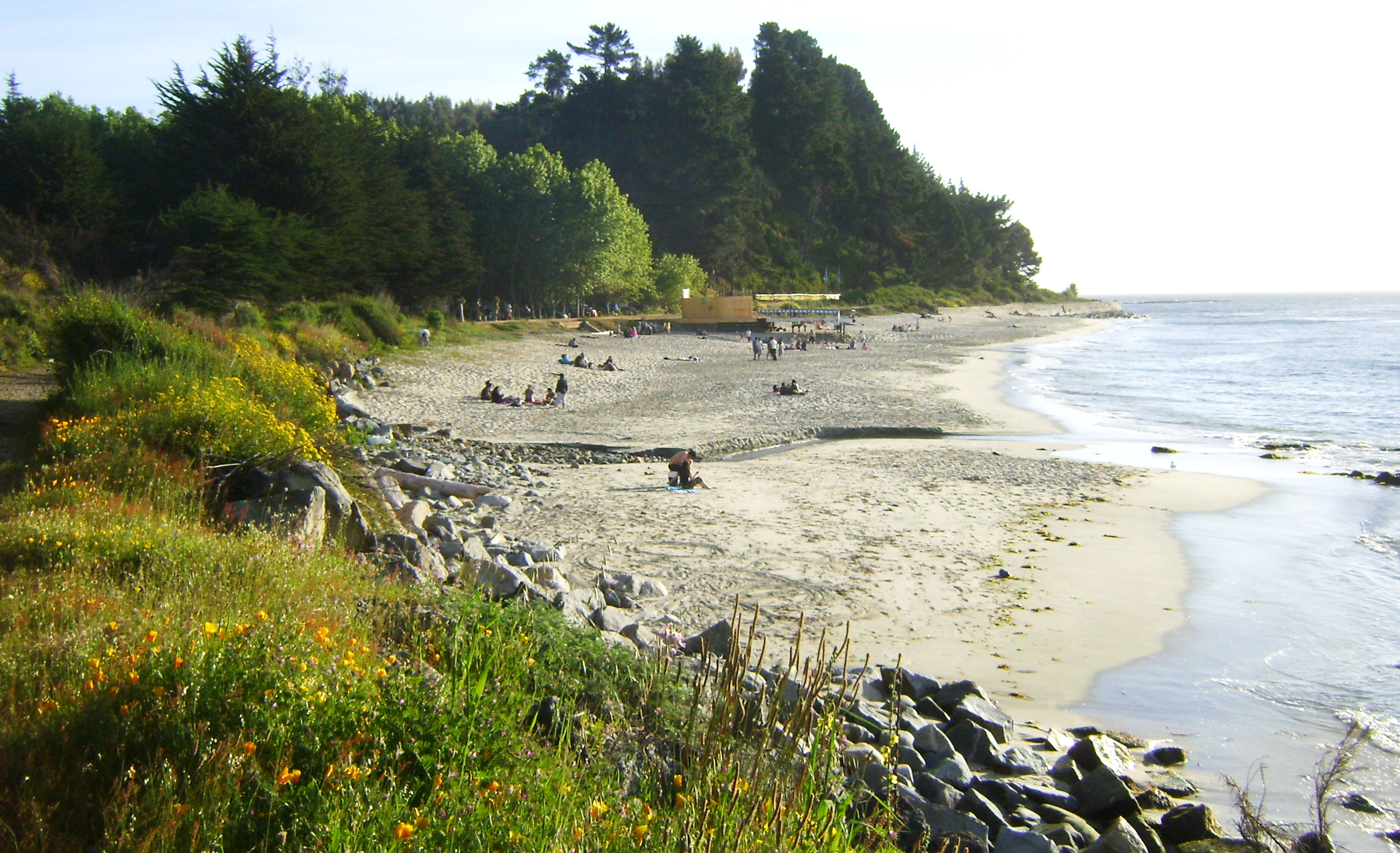
Punta de Parra.

- Puda, Merquiche y Purema.(más al norte, cerca del límite con Coelemu)
- Carnavales veraniegos: Semana tomecina, Semana dichatina (Dichato), Semana rafaelina (Rafael) y Semana Tomealtina (Sector Tomé Alto)

### Hualqui
- Plaza de Armas (Hualqui).
- Fuerte Hualqui (el mirador).
- Estación de Ferrocarriles.

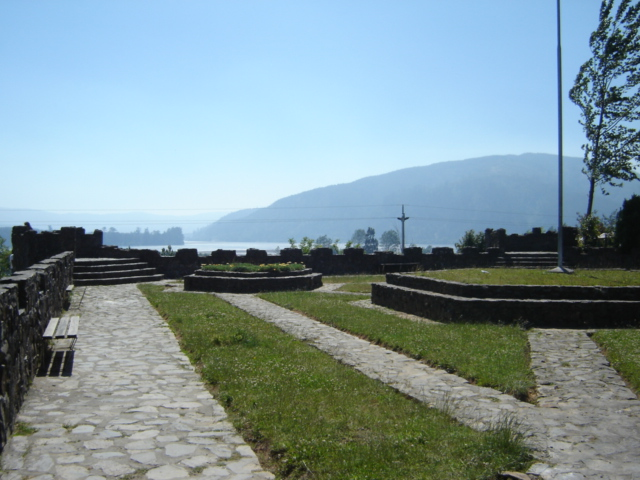
El Mirador de Hualqui (Antiguo fuerte colonial).

- Piscinas Hualqui. (en diversos puntos)
- Quilacoya.
- Unihue.
- Talcamávida.
- Gomero.

## Transporte y telecomunicaciones

### Transporte interurbano
La ciudad de Concepción posee 2 principales tipos de conexión con el resto del país: su aeropuerto y la red de carreteras nacionales. El transporte aéreo es servido principalmente por el Aeropuerto Internacional Carriel Sur (CCP), localizado en la comuna de Talcahuano a unos kilómetros del centro de Concepción. Es uno de los aeropuertos más modernos de Chile; y el año 2009 recibió la homologación de aeropuerto internacional gracias a las reparaciones que se efectuaron en sus pistas de aterrizaje. Fue utilizado en 2012 por cerca de 1 millón de personas y su capacidad máxima es hasta 2 millones. Hay 5 líneas que sirven al aeropuerto LATAM Airlines, Sky Airline, PAL Airlines y One Airlines, y a contar de 2014 contará con vuelos internacionales. El Aeropuerto Carriel Sur fue inaugurado en 1968 que desde entonces es el principal y único aeropuerto de la ciudad.
En cuanto a carreteras, Concepción se conecta al resto del país principalmente por la Autopista del Itata, acceso norte a la ciudad, que conecta a la urbe con la ciudad de Chillán y con la Carretera Panamericana, eje central de la red vial interurbana del país. La Ruta 146 conecta a Concepción hacia el oriente con la comuna de Cabrero y la Carretera Panamericana, siendo la principal vía de conexión de la metrópoli con la provincia de Biobío y el sur del país; el Camino de la Madera conecta a Concepción hacia el sureste, con las comunas de Santa Juana y Nacimiento para finalizar en la Ruta 180, que permite llegar a Los Ángeles y Angol; hacia el sur de la ciudad, en tanto, existe la Ruta 160 que conecta al Gran Concepción con la provincia de Arauco recorriendo las comunas de Arauco, Curanilahue, Los Álamos y Lebu. Otras carreteras de importancia son la Ruta 126, otro acceso hacia el norte de la ciudad que la conecta con las comunas de Coelemu, Treguaco, Quirihue, Cauquenes y San Javier de Loncomilla, y la Ruta N-48-O que conecta a la ciudad con las comunas de Florida, Quillón y Bulnes, finalizando también en la Carretera Panamericana.
Al igual que la mayoría de las localidades del país, el Concepción metropolitano posee diversos servicios de autobuses interurbanos, considerado el medio de transporte más importante y utilizado de Chile; conectando Concepción con otras ciudades del país y del sur de Argentina. Estos servicios se concentran principalmente en el Terminal de Buses Collao y realizan recorridos hacia las regiones de Valparaíso, Metropolitana, O'Higgins, Maule, Ñuble, Araucanía, Los Ríos y Los Lagos, además de recorridos dentro de la Región del Biobío, y también a las provincias de Neuquén, Chubut, Río Negro, La Pampa, Buenos Aires y la Capital Federal de Argentina; otros terminales de importancia son el Camilo Henríquez, el Félix Adán, y el Jota Ewert, con destinos nacionales, a excepción del Jota Ewert que funciona solo como regional.
El sistema ferroviario tiene como principal a la Estación Central de Concepción, que posee los servicios Corto Laja que conecta a las ciudades de San Rosendo y Laja, y el Corto Renaico que conecta a Renaico.

### Transporte urbano

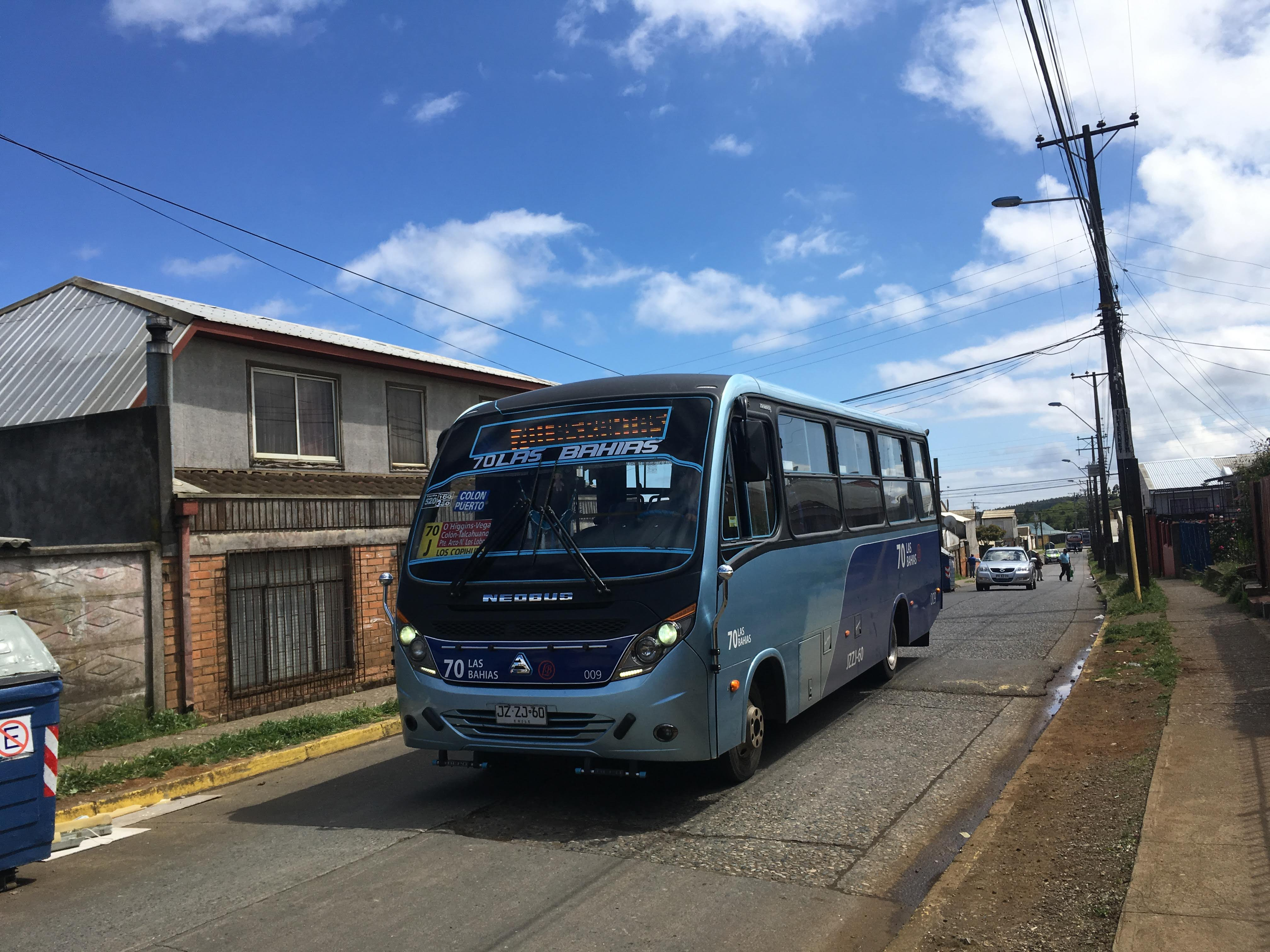
Autobús de la empresa Las Bahías, en Cerro Nueva Los Lobos, Talcahuano.

Concepción concentra el 5,2% del parque automotor chileno al año 2011, con un total de 196 929 vehículos, de los cuales 192 886 son motorizados; lo que equivale a 1 vehículo cada 4,8 personas. Para sustentar esta cantidad de vehículos que transitan, a los que se le suman los de proveniencia regional y nacional, se ha creado en el último tiempo una extensa red de avenidas, calles y puentes con el fin de conectar a toda el área metropolitana. Además en 2005 se crea el Sistema de Control de Área de Tránsito Bío Bío (SCAT Bío Bío), el cual se encarga de gestionar, mejorar y vigilar el tránsito vehicular y ferroviario.

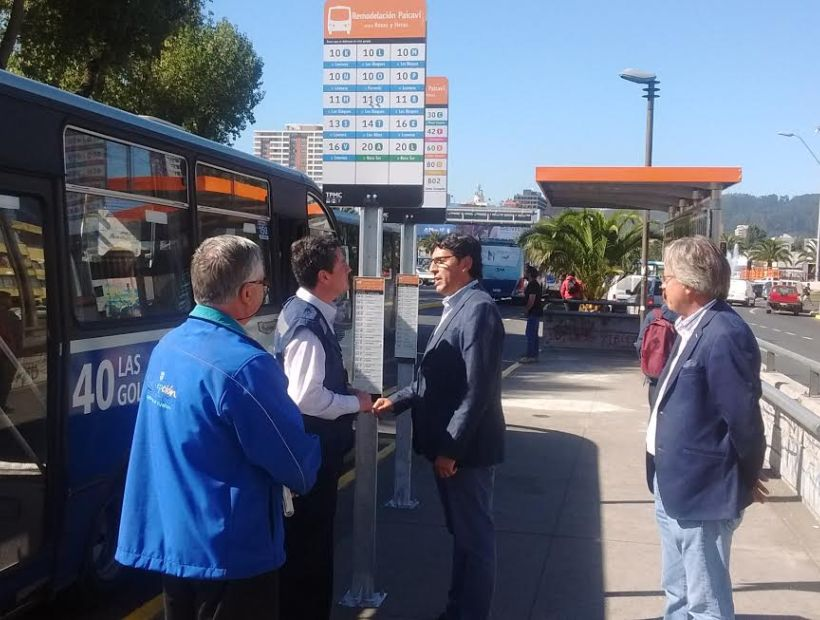
Paraderos inclusivos en la Avenida Paicaví, Concepción.

El principal eje corresponde a la avenida Los Carrera y sus extensiones hacia el norte conducentes a Penco y Tomé, y hacia el sur mediante el Puente Llacolén, la avenida Pedro Aguirre Cerda conducentes a San Pedro de la Paz y su continuación en las comunas de Coronel y Lota; atravesando así, el Concepción Metropolitano de norte a sur. Esta importante arteria tiene cruces con diversos eje longitudinales en sentido oriente a poniente o similares como lo son las avenidas Gral. Bonilla, Paicaví, Arturo Prat, Nueva Costanera y Michaihue. Junto a estas avenidas, otros ejes importantes de la ciudad son las avenidas Chacabuco, Jorge Alessandri, Manuel Rodríguez, Pedro de Valdivia, Cristóbal Colón, Gran Bretaña y Las Golondrinas. A estas se le suman los puentes Llacolén y Juan Pablo II que, actualmente, conectan ambas riberas del río Biobío. A estos se le agregan los proyectos del puente Industrial al oeste del Juan Pablo II, y el Puente Bicentenario (ex-Chacabuco) al este del Llacolén, que ayudarían a descongestionar la ciudad.
Las comunas de la urbe están conectadas entre sí además por una red de autopistas, dentro de las cuales se encuentran las autopistas Concepción-Talcahuano, Bonilla, Concepción-Lota, Concepción-Tomé, y la Interportuaria.

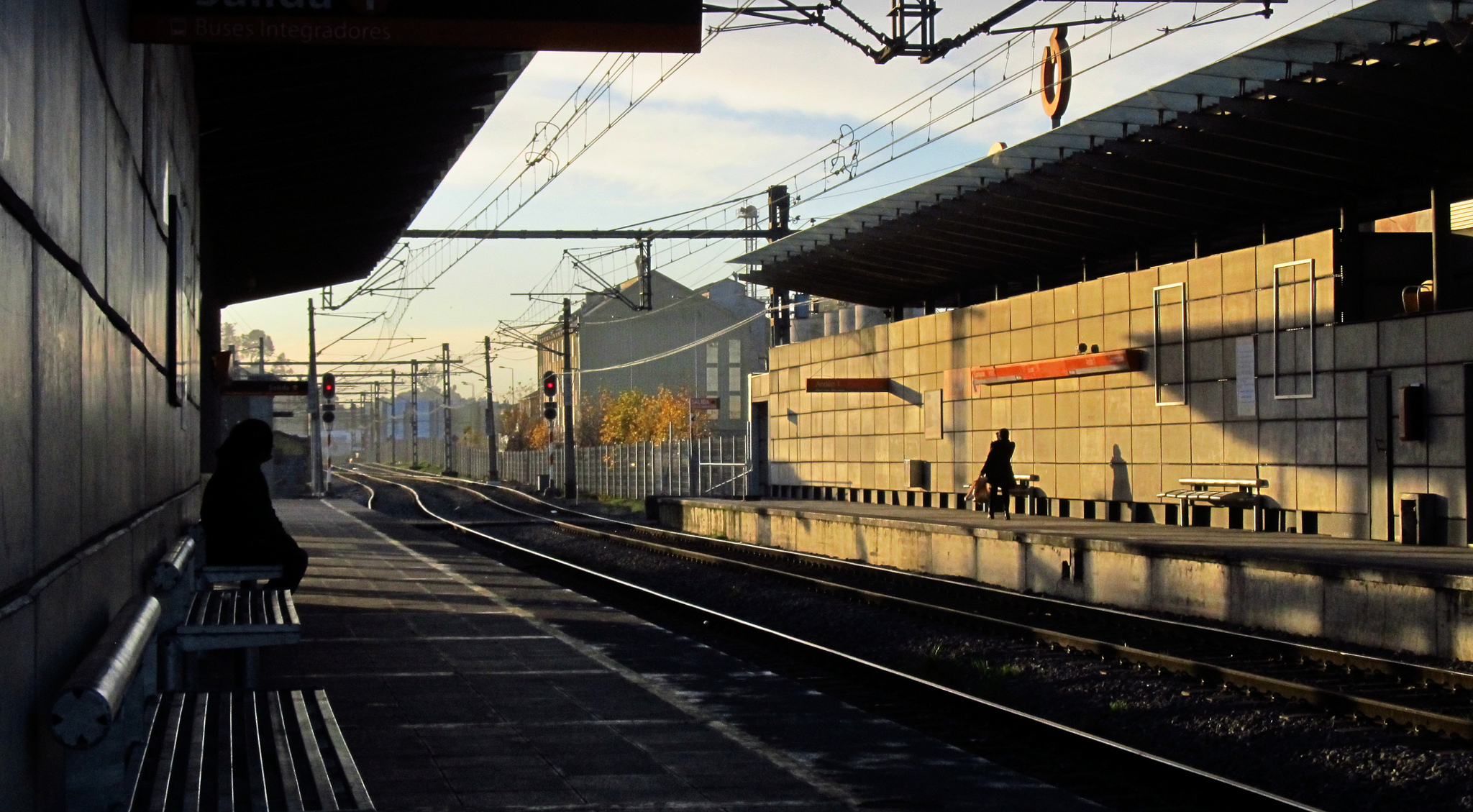
Estación Concepción de Biotrén.

El transporte público en el Gran Concepción hasta el 2002 era completamente desregulado y aislado. El 2002 se produce la licitación de la locomoción colectiva del Gran Concepción que reguló la circulación de los taxibuses dentro de las comunas céntricas del Gran Concepción (Concepción, Talcahuano, San Pedro de la Paz, Chiguayante, Hualqui, Penco, y posteriormente se integra Hualpén por su creación el 2004). El 25 de noviembre de 2005 se pone en marcha el sistema integrado de transporte urbano Biovías mediante el cual se invierte fuertemente en la implementación de corredores de transporte público, además de la modernización del sistema ferroviario Biotrén, que con 2 líneas (L1 y L2) unen el centro de la ciudad con las comunas de Talcahuano, Hualpén, Chiguayante, Hualqui, San Pedro de la Paz y Coronel, y utiliza el sistema de pago a través de la tarjeta Biovías. El 2013 entra en vigencia la regulación mediante un Perímetro de Exclusión para la locomoción colectiva que conecta la comuna de Concepción, con la "Zona del carbón" (Coronel y Lota), mientras que el 2022 entra en vigencia el Perímetro de Exclusión para aquella que conecta Concepción con la comuna de Tomé. El 1 de enero de 2024 entrará en vigencia el Perímetro de Exclusión del Gran Concepción, una nueva regulación en la cual 35 empresas operarán los taxibuses dentro de las comunas céntricas del área metropolitana, poniendo así fin a la licitación del 2002 luego de 21 años.
Para el fuerte y creciente uso de las bicicletas en las grandes ciudades del globo, Concepción ha iniciado la construcción de algunas ciclovías en las distintas comunas del área metropolitana. La comuna de Concepción es la que posee la mayor cantidad de ciclovías de la ciudad, con un total de 7 ciclovías distribuidas en cerca de 10 kilómetros de vías; le sigue San Pedro de la Paz con 4 ciclovías distribuidas en 12 kilómetros; Coronel y Hualpén también poseen ciclovías; y les siguen las comunas de Chiguayante, Talcahuano y Tomé.[cita requerida]

### Transporte aéreo
Su terminal aéreo es actualmente el Aeropuerto Internacional Carriel Sur, ubicado a 5 km del centro de Concepción, en la comuna de  Talcahuano. Es el principal aeropuerto de la región del Biobío y el sexto más importante del país, con capacidad para 2 millones de pasajeros. En él operan las aerolíneas LATAM, Sky Airline y JetSmart.
El aeropuerto fue inaugurado en 1968, en reemplazo del aeródromo Hualpencillo, En abril de 2009 recibió la homologación de aeropuerto internacional, gracias a las reparaciones efectuadas en su pista y por la instalación un sistema de aterrizaje instrumental ILS I. A principios de marzo de 2018 entró en operación el sistema de aterrizaje instrumental ILS IIIb, que permite aterrizajes con condiciones de visibilidad inferiores a 100 m.

## Medios de comunicación
El Gran Concepción tiene, actualmente, prácticamente todos los servicios comunicacionales existentes, desde teléfonos públicos en las calles más transitadas, hasta redes inalámbricas de banda ancha en lugares públicos, oficinas y viviendas.
La telefonía fija, cuyo prefijo telefónico es 41, abarca casi la totalidad de los hogares del Concepción Metropolitano a través de las empresas Telefónica del Sur, CMET y Movistar; mientras que la telefonía móvil está a cargo de Movistar, Entel, Claro, VTR Móvil y WOM Chile, ha tenido un gran crecimiento durante los años 2000 alcanzando gran penetración de mercado; la telefonía pública se encuentra a cargo de Movistar y Telefónica del Sur. Por su parte, los servicios de internet se han expandido de manera importante durante la última década estando, principalmente, bajo control de Movistar, Entel y Telefónica del Sur.
La prensa está presente desde el siglo siglo XIX, teniendo algunos de los periódicos más antiguos del país, como es el caso de El Sur, existente desde 1882 y perteneciente a Diario El Sur S.A., dueño, también, de La Estrella de Concepción (1995); por su parte, su competidora es el holding Octava Comunicaciones S.A., dueño del Diario Concepción (2008); existe también el periódico mensual La Voz, y los gratuitos de entrega diaria Publimetro y La Hora; a los que se les suma los de circulación nacional y un sinnúmero de revistas.
En cuanto a la televisión, solo existen 2 canales de televisión abierta, el primero es Biobío TV, en la señal 9, lanzado al aire el 5 de diciembre de 1991, cuyo dueño es el holding Bío-Bío Comunicaciones, al que le sigue TVU en la señal 11, lanzado el 4 de abril de 1997, y parte del holding Octava Comunicaciones S.A. Existen otros 3 canales de televisión para el sistema de pago, TV8 de Concepción, NCC TV de Tomé, y TV+ (San Pedro de la Paz Coronel y Lota). A estos se les suman los noticieros locales de Concepción en TVN. Desde el 3 de abril de 2024, en virtud del plan de televisión digital terrestre, se dio en el Gran Concepción el "apagón analógico" con el cual cesó la transmisión de señal analógica.
La radio es, luego de la prensa, el sistema de comunicación más antiguo de la ciudad, destacando primordialmente la Radio Bío Bío; también existen las radios Punto 7, Universidad de Concepción, El Carbón de Lota, Doña Inés, Femenina, Florencia y la Oceanía FM en la frecuencia FM, junto con las comunales Stilo,  Energía FM y Dimensión Primavera FM de San Pedro de la Paz, las radios Armonía de Talcahuano y Armonía de Chiguayante. En tanto que en la AM se encuentran las estaciones Chilena de Concepción, Corporación, Inés de Suárez, Interamericana, Llacolén, Nueva Caracol, UBB y UCSC, además de la comunal La Amistad de Tomé.
Actualmente existen 2 grandes empresas de comunicaciones en la ciudad; por un lado se encuentra Bío Bío Comunicaciones dueña de las radios Bío Bío, Punto 7 y El Carbón de Lota, y el canal de televisión Bío Bío TV; y por otro lado se encuentra Octava Comunicaciones S.A. dueña del canal de televisión TVU y el Diario Concepción.

#### Radioemisoras
FM
- 88.1 MHz Radio Agricultura
- 88.5 MHz Radio Metropolitan FM
- 89.1 MHz Radio Catalina (Coronel)
- 89.5 MHz Tele13 Radio
- 90.1 MHz Duna FM
- 90.9 MHz Radio Punto 7
- 91.7 MHz Radio Carolina
- 92.1 MHz Radio Emotiva (Coronel)
- 92.5 MHz Los 40
- 93.1 MHz Rock & Pop
- 93.7 MHz Oceanía FM
- 94.1 MHz Radio El Carbón  (Lota)
- 94.5 MHz Nuevo Tiempo Chile
- 94.7 MHz Radio Isidora (Coronel)
- 95.1 MHz Radio Universidad de Concepción
- 95.5 MHz Radio Estación 95 (Lota)
- 95.7 MHz Radio Energía
- 96.1 MHz Corazón FM
- 96.7 MHz Radio Femenina
- 97.3 MHz Radio Disney
- 98.1 MHz Radio Bío-Bío
- 98.9 MHz El Conquistador FM
- 99.9 MHz Radio Pudahuel
- 100.5 MHz Radio Aguamarina (Tomé)
- 100.7 MHz Radio Dinámica (Coronel)
- 101.1 MHz FM Dos
- 101.7 MHz Estilo FM
- 102.3 MHz Radio Armonía
- 102.9 MHz Romántica FM
- 103.3 MHz Radio Nuevo Mundo (Lota)
- 104.1 MHz ADN Radio Chile
- 104.5 MHz Radio La Sabrosita
- 104.9 MHz Radio Infinita
- 105.5 MHz Digital FM
- 106.1 MHz Radio Don Matías (Lota)
- 106.5 MHz Radio Futuro
- 106.9 MHz Radio Andalién FM
- 107.9 MHz Dimensión Primavera

AM
- 550 kHz Radio Corporación
- 590 kHz Nueva Radio Caracol
- 620 kHz Radio Bío-Bío
- 680 kHz Radio Cooperativa
- 720 kHz Radio Interamericana
- 820 kHz Radio Universidad Católica de la Santísima Concepción
- 860 kHz Radio Inés de Suárez
- 890 kHz Radio Nuevo Mundo
- 1030 kHz Radio Chilena de Concepción
- 1360 kHz Radio Universidad del Bío-Bío
- 1460 kHz Radio La Señal
- 1480 kHz Radio Amistad de Tomé
- 1530 kHz Radio Patagual

#### Televisión
Desde el 3 de abril de 2024, luego del "apagón analógico", la señal abierta terrestre en el Gran Concepción solo es digital. Los canales abiertos y su señales, son:
- 2.1 (39) - Mega HD
- 2.2 (39) - Mega 2
- 3.1 (32) - TV+ HD
- 3.2 (32) - TV MÁS 2
- 3.3 (32) - UCV TV
- 4.1 (33) - TVN HD
- 4.2 (33) - NTV
- 5.1 (24) - Canal 13 HD
- 5.2 (24) - T13 En Vivo
- 7.1 (30) - Chilevisión HD
- 7.2 (30) - UChile TV
- 11.1 (51) - TVU HD
- 13.1 (28) - La Red HD
- 13.2 (28) - La Red 2
- 14.1 (36) - TVR
- 14.2 (36) - TVR Music
- 14.3 (36) - FM Plus
- 14.4 (36) - Tevex
- 16.1 (45) - Nativa TV
- 16.2 (45) - El Canal Feliz
- 21.1 (21) - Nuevo Tiempo HD1
- 21.2 (21) - Nuevo Tiempo HD2
- 26.1 (26) - Canal 9 Bío-Bío Televisión
- 40.1 (40) - El 3 de Conce

## Seguridad ciudadana

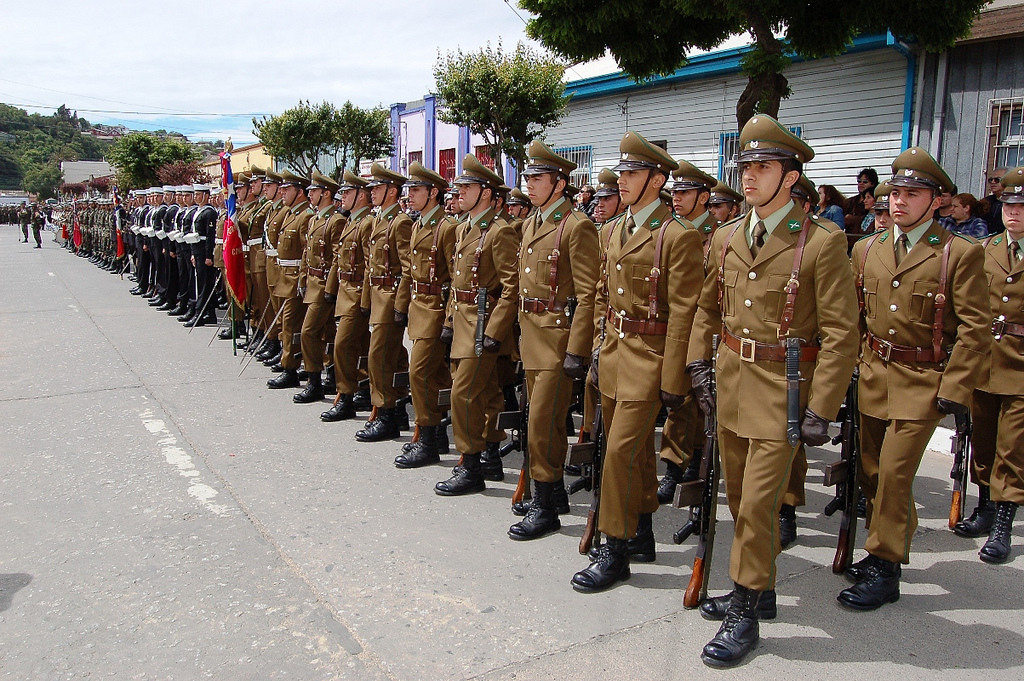
Desfile de Carabineros en Talcahuano.

Como en el resto del país, la seguridad de la población del Gran Concepción está en manos de Carabineros de Chile, que posee 7 comisarías, más 1 comisaría del tránsito, 1 de fuerzas especiales, 3 subcomisarías, 1 subcomisaría montada, 2 tenencias, 1 tenencia de carretera y 2 retenes; divididos en dos Prefecturas, "Concepción" y "Talcahuano". Carabineros es el encargado de mantener la soberanía y el orden público en la ciudad, además de hacer cumplir las leyes a través de su mandato Constitucional. A ello se le suma la labor de la Policía de Investigaciones de Chile, con su sede en la Calle Angol #815 en Concepción centro, a través de sus diferentes brigadas las cuales desarrollan labores en materia de investigación criminalística. Por otra parte el Poder Judicial cae en las manos de la Corte de Apelaciones de Concepción y de los 22 juzgados en el área metropolitana; 5 civiles, 3 de letras, 6 de garantía, 1 de letras y garantía, 4 de familia, 1 de letras del Trabajo, 1 de cobranza previsional y laboral, 1 tribunal de Juicio Oral en lo Penal; y 1 Juzgado Naval.

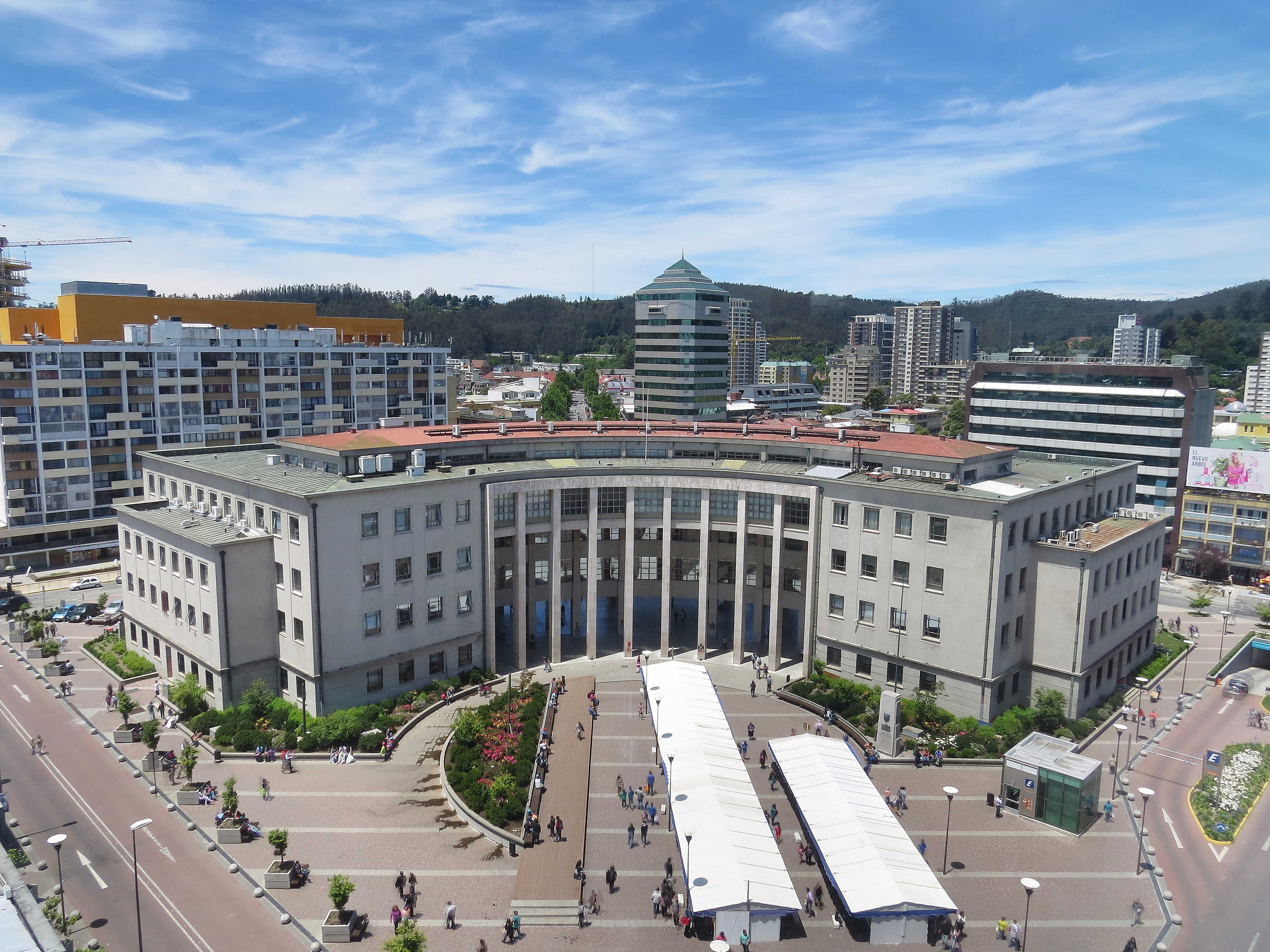
Corte de Apelaciones de Concepción.

Según la Encuesta Nacional Urbana de Seguridad Ciudadana (ENSUC), realizada entre septiembre y diciembre de 2012 en todo el país, reveló que la comuna de Hualpén es la con mayor porcentaje de victimización general por comuna de residencia de las víctimas con un 35,1 %, aumentando 1,4 respecto al año anterior 2011 en la cual marcó un 33,7 %, Hualpén ocupa el 6.º puesto con las más altas tazas de victimización del 2012; por su parte Talcahuano ocupa el 12.º puesto de las 101 comunas, con un 33,3 %, aumentando del 26 % (un 6,3 % respecto del año anterior); seguida de San Pedro de la Paz en el 13.º puesto con un 32,2 %, bajando 3,7 puntos respecto al 35,9 % de 2011; en el 31 ° puesto de la tabla general se encuentra la comuna de Penco, con un 28,2 %, bajando un 2,7 % respecto al 30,8 % del año anterior; le sigue inmediatamente en la tabla, en el puesto 32 ° la céntrica comuna de Concepción, con un 28,1 %, manteniendo su tasa de victimización relativamente igual al 28,4% del año anterior (sólo bajó un 0,3 %); en el puesto 41 ° se encuentra Chiguayante con un 26,2 % y una gran baja respecto al 31,8 % del 2011 (-5,6 %); en el 57 ° puesto se encuentra Lota con un 23,2 % y una baja de 5,8 % en cuenta al 29 % de la encuesta anterior; en el 66 ° puesto está Coronel con un 22,1 %, comuna que presenta una increíble baja de 7,1 puntos respecto al 29,1% en 2011; por último, en el 99 ° puesto se encuentra Tomé con un 12 % siendo una de las comunas con más baja tasa de victimización bajando un 6,6 % respecto al 18,6 % del año 2011. Por otra parte un 3,9 % de los entrevistados residentes en la comunas de Lota y Concepción sufrieron el robo de un vehículo motorizado, ubicándose en los puestos 18 ° y 19 ° de entre 101; seguida de Chiguayante en el puesto 32 con un 2,7 % en el 32 ° lugar; seguido de Penco con un 2,5 % en el 33° puesto; de Talcahuano con un 2,3% en el 36° puesto; en el 49° puesto se ubica San Pedro de la Paz con un 1,5 %; y en el 54 ° puesto se encuentra Hualpén con un 1,4 %; las comunas de Coronel y Tomé, en los puestos 89 ° y 92 ° presentaron un 0 %. En tanto en robo con fuerza a viviendas, Hualpén se ubica en el 3 ° puesto de la tabla general con un 9,3 %; Chiguayantge se ubica en el 5 ° puesto con un 8,4%: Concepción en el 9 ° con un 7,9 %; San Pedro de la Paz en el 14 ° con un 7,5 %; Lota con un 6,7 % en el 20 ° puesto; Coronel en el 31°puesto con un 6,1 %; en los últimos lugares se ubican las comunas de Penco, Talcahuano y Tomé en los lugares 48, 61, y 101, con un 4,4 %, 3,8 % y 0,5 % respectivamente
En conclusión un 26,71 % de la ciudadanía del Concepción Metropolitano posee algún grado de miedo respecto a algún tipo de robo; una baja de un 2,55 % frente al 29,26 % del año 2011, y de un 3,71 % en  2010, con una tasa de victimización del 30,42 %, convirtiendo a Concepción en una ciudad cada vez más segura según la percepción de sus habitantes.

## Ciudades hermanadas
La ciudad de Concepción ha firmado los siguientes protocolos de hermanamiento de ciudades, éstas son:
- La Plata, Argentina (1993)[77]
- Monterrey, México (1997)[78]
- Auckland, Nueva Zelanda (2004)[79]
- Guayaquil, Ecuador (2006)[80]
- Belén, Palestina (2006)[81][82]
- Cascavel, Brasil (2006)[83]
- Cuenca, Ecuador. [cita requerida]
- Minnesota, Estados Unidos (2009)[84]
- Bucaramanga, Colombia [cita requerida]
- Wuhan, China (2014)[85]